# Agostino d'Ippona
(Confessioni, libro primo)
Aurelio Agostino d'Ippona (in latino Aurelius Augustinus Hipponensis; Tagaste, 13 novembre 354 – Ippona, 28 agosto 430) è stato un filosofo, vescovo, teologo, monaco e mistico romano di origine punica o berbera e lingua latina.
Conosciuto anche come sant'Agostino, è padre, dottore e santo della Chiesa cattolica, detto anche Doctor Gratiae ("Dottore della Grazia"). È considerato il maggiore rappresentante della patristica occidentale. 

## Biografia
(Giuliano Vigini, prefazione a Le Confessioni, RCS MediaGroup, 2010)
Per comprendere la dottrina di Agostino non si può prescindere dal suo vissuto esistenziale: trovandosi a sperimentare un insanabile dissidio tra la ragione e il sentimento, lo spirito e la carne, il pensiero pagano e la fede cristiana, la sua filosofia consistette nel tentativo grandioso di riconciliarli e tenerli uniti. Fu proprio l'insoddisfazione per quelle dottrine che predicavano una rigida separazione tra bene e male, luce e tenebre, a spingerlo ad abbandonare il manicheismo e a subire l'influsso dello stoicismo e soprattutto del neoplatonismo, i quali viceversa riconducevano il dualismo in unità.
Recependo il pensiero di Platone filtrato attraverso quello di Plotino, Agostino rielaborò così la dottrina delle idee, o quella emanatistica dell'Uno, sulla base della concezione trinitaria del Dio cristiano, che è insieme Sapienza, Potenza, e Volontà d'amore. Essendo Dio principio unico e assoluto dell'Essere, non può esistere un principio a Lui contrapposto, per cui il male è soltanto "assenza", privazione del Bene, imputabile unicamente alla disobbedienza umana. A causa del peccato originale nessun uomo è degno della salvezza, ma Dio può scegliere in anticipo chi salvare, tramite il ricorso alla grazia, che sola consente alla nostra anima di ricevere l'illuminazione. Ciò non toglie comunque che noi possediamo un libero arbitrio.
A differenza della filosofia greca, però, dove la lotta tra bene e male non prevedeva un esito escatologico, Agostino ebbe presente come questa lotta si svolge soprattutto nella storia. Ciò condusse a una riabilitazione della dimensione terrena rispetto al giudizio negativo che ne aveva dato il platonismo: ora anche il mondo e gli enti corporei hanno valore e significato, in quanto frutti dell'amore di Dio. Si tratta di un Dio vivo e Personale, che sceglie di entrare nella storia umana, e il cui amore infinito (agàpe) è la risposta all'ansia di conoscenza, tipica dell'eros greco, che l'uomo prova per Lui.
La vita di Agostino è stata tramandata con grande dettaglio nelle Confessioni, sua biografia personale, nelle  Ritrattazioni., che descrivono l'evoluzione del suo pensiero, e nella  Vita di Agostino., scritta dal suo amico e discepolo Possidio, che narra l'apostolato del santo e fornisce l'elenco accurato delle sue opere.

### Dalla nascita alla conversione (354-387)
Di etnia berbera o punica come egli stesso ci tramanda, ma di cultura fondamentalmente ellenistico-romana, nacque il 13 novembre 354 a Tagaste (attualmente Souk Ahras, in Algeria, situata a circa 70 km a sud-est di Ippona, l'odierna Annaba), a quei tempi una piccola città libera della Numidia proconsolare, da poco convertita al Donatismo.
Apparteneva a una famiglia del ceto medio, ma non facoltosa: il padre, Patrizio, piccolo possidente terriero e membro dei curiales (consiglieri municipali) della città, era un pagano; di animo benevolo, anche se collerico, impetuoso e a volte infedele alla moglie Monica, madre di Agostino, proprio per influenza di quest'ultima alla lunga giungerà alla conversione, morendo cristiano verso il 371 d.C. Monica era di religione cristiana, oltre a essere una donna intelligente, affettuosa e di carattere forte. Agostino ebbe anche un fratello, Navigio, che sarà a Cassiciaco in Brianza per battezzarsi, e una sorella di cui non si conosce il nome, ma della quale si sa che, rimasta vedova, diresse un monastero femminile fino alla morte.

#### Infanzia e adolescenza
Agostino recepì dai suoi genitori due opposte visioni del mondo, da lui spesso vissute in conflitto tra loro. Mentre nelle sue opere parla del padre come di un estraneo, sarà la madre, venerata tutt'oggi come santa dalla Chiesa cattolica, a esercitare un grande ruolo nell'educazione e nella vita del figlio, che dirà: «A lei debbo tutto ciò che sono». Agostino ricevette da lei un'istruzione cristiana, e fu iscritto fra i catecumeni. Una volta, quando era molto malato, chiese il battesimo, ma, essendo presto svanito ogni pericolo, decise di differire il momento della ricezione del sacramento, adeguandosi ad una diffusa usanza di quel periodo. La sua associazione con "uomini di preghiera" lasciò tre grandi concetti profondamente incisi nella sua anima: l'esistenza di una Divina Provvidenza, l'esistenza di una vita futura con terribili punizioni e, soprattutto, Cristo il Salvatore.
(Confessioni, I, IV)
Sebbene fosse berbero di nascita, utilizzò soprattutto il latino nei suoi scritti. Non ebbe molta dimestichezza con il greco, lingua studiata in giovane età ma non amata, mentre la conoscenza del punico è stata messa in discussione da taluni studiosi. Il padre, orgoglioso del successo di suo figlio nelle scuole di Tagaste e Madaura, decise di mandarlo a Cartagine per prepararlo alla carriera forense, ma ci vollero molti mesi per raccogliere il denaro necessario, e Agostino passò il suo sedicesimo anno a Tagaste, in un ozio in cui si scatenò una grande crisi intellettuale e morale. Egli stesso avrebbe in seguito narrato come, dominato da una profonda inquietudine, venisse risucchiato in un vortice di passioni, e provasse quasi attrazione per il peccato, come avvenne per esempio in occasione del celebre furto delle pere (Confessioni, libro II), che Agostino organizzò insieme ad alcuni coetanei:
(Confessioni, II, 6, 12)

#### "Crisi" cartaginese

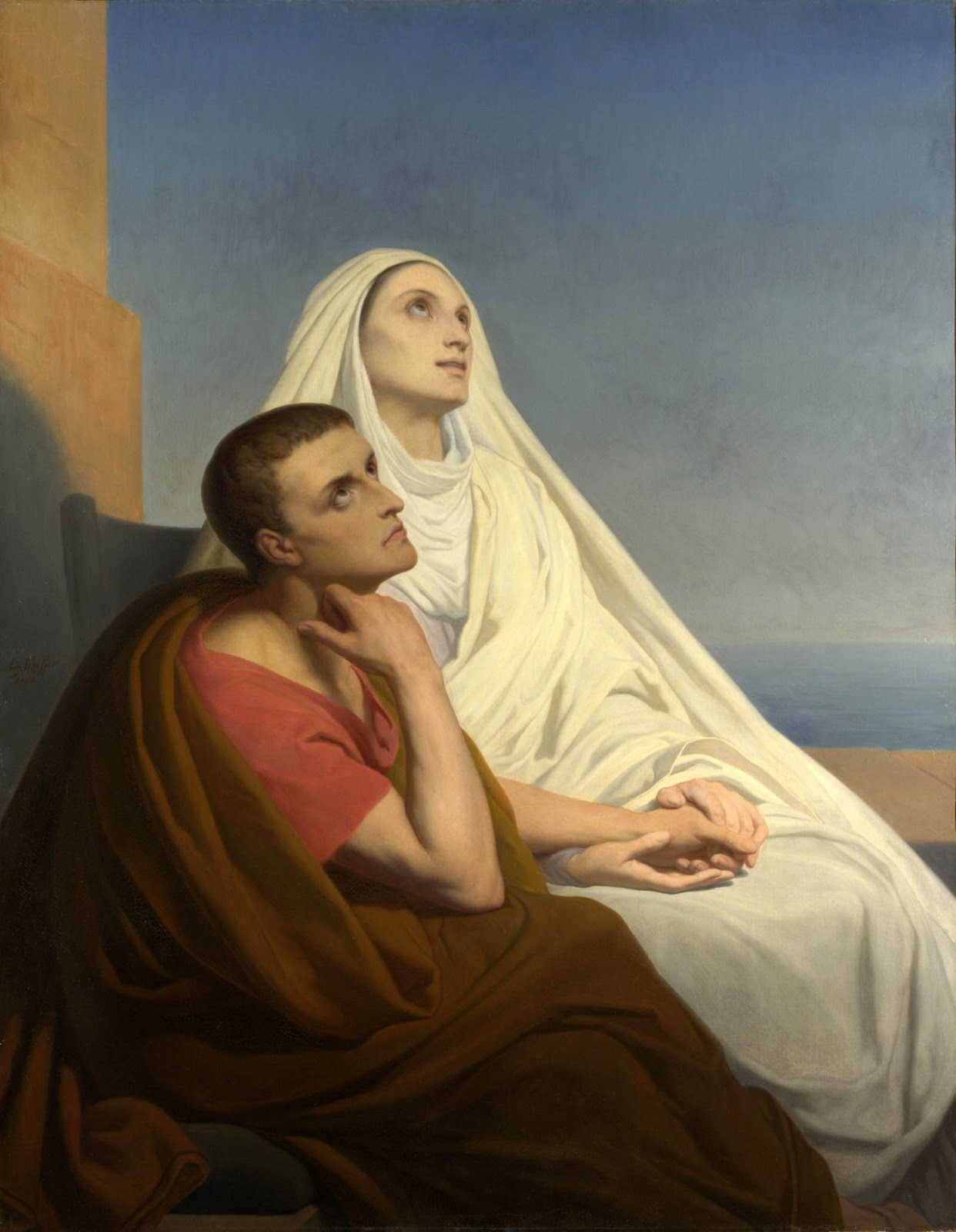
Agostino e la madre Monica in un dipinto di Ary Scheffer.

Quando all'età di diciassette anni giunse a Cartagine, verso la fine del 370, ogni situazione che gli capitava lo portava a deviare sempre di più dall'antico corso della sua vita: le molte seduzioni della grande città che era ancora per metà pagana, la licenziosità degli altri studenti, i teatri, l'ebbrezza del suo successo letterario e uno smisurato desiderio di essere sempre il primo, anche nel peccato. In questa città, appassionandosi di filosofia, iniziò a studiare la maggior parte dei testi principali della cultura ellenistico-latina. Dotato di un forte senso critico e animato da un desiderio bramoso di verità, passò gli anni della sua gioventù nella ricerca insaziabile del senso della vita. Non molto tempo dopo essere giunto a Cartagine, però, Agostino fu costretto a confessare a sua madre di avere una relazione con una donna, che gli aveva dato un figlio, Adeodato (372), e con la quale visse in concubinato per quindici anni. Si separarono nel 386, quando ella lo lasciò a Milano per recarsi in Numidia con la promessa che sarebbe tornata. Agostino non ne riporta il nome in alcun testo.
Esistono pareri contrastanti nella valutazione di questa crisi adolescenziale. Alcuni, come Theodor Mommsen, la evidenziano, altri come Friedrich Loofs rimproverano a Mommsen questa conclusione o si dimostrano clementi verso Agostino, quando affermano che, a quei tempi, la Chiesa permetteva il concubinato. Agostino mantenne comunque una certa dignità e, fin dall'età di diciannove anni, mostrò un genuino desiderio di uscire da quella condotta dissoluta: nel 373, la lettura dell'Hortensius di Marco Tullio Cicerone, testo protrettico oggi andato perduto, provocò un cambiamento di direzione nella sua vita. Si imbevve dell'amore per la saggezza che Cicerone così eloquentemente encomiava e, da quel momento, Agostino considerò la retorica soltanto una professione, da esercitare in qualità di insegnante. Il suo cuore si era completamente volto alla filosofia.

#### Approdo al Manicheismo

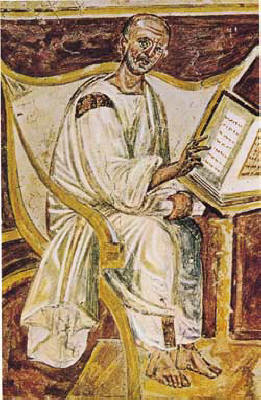
La più antica immagine di Agostino, risalente al VI secolo, in un affresco nella basilica del Laterano

Nel 373 la sua ansia per la ricerca dell'assoluto lo fece approdare al Manicheismo, di cui, insieme al suo amico Onorato, divenne uno dei massimi esponenti e divulgatori. Agostino stesso narra che fu attratto dalle promesse di una filosofia libera dai vincoli della fede, dalle vanterie dei manichei che affermavano di aver scoperto delle contraddizioni nelle Sacre Scritture e, soprattutto, dalla speranza di trovare nella loro dottrina una spiegazione scientifica della natura e dei suoi fenomeni più misteriosi. La mente indagatrice di Agostino era entusiasta per le scienze naturali e i Manichei dichiaravano che la natura non aveva segreti per Fausto di Milevi, il loro dottore. Tale adesione tuttavia non fu scevra da dubbi: essendo torturato dal problema dell'origine del male, Agostino, nell'attesa di risolverlo, diede credito alla tesi manichea di un perenne conflitto tra due princìpi, il bene e il male. C'era, inoltre, un fascino molto potente nell'irresponsabilità morale derivante da una dottrina che negava la libertà ed attribuiva l'imputabilità dei crimini ad un principio esterno.
Una volta unitosi a questo gruppo, Agostino gli si dedicò con tutto l'ardore del suo carattere; ne lesse tutti i libri, adottò e difese tutte le sue idee. Il suo attivissimo proselitismo convinse anche i suoi amici Alipio e Romaniano, i suoi mecenati di Tagaste, gli amici di suo padre che stavano sostenendo le spese dei suoi studi.
Fu durante questo periodo manicheo che le facoltà letterarie di Agostino giunsero al loro pieno sviluppo, quando era ancora un semplice studente di Cartagine.

#### Insegnamento
Al termine dei suoi studi sarebbe dovuto entrare nel forum litigiosum, ma preferì la carriera letteraria. Possidio narra che tornò a Tagaste per "insegnare la grammatica". Il giovane professore incantò i suoi alunni, uno dei quali, Alipio, appena più giovane del suo maestro, per non lasciarlo dopo averlo seguito tra i Manichei, fu in seguito battezzato insieme a lui a Milano, per poi, probabilmente, diventare vescovo di Tagaste, la sua città natale.
Monica era profondamente dispiaciuta per l'eresia di Agostino e non l'avrebbe neanche ricevuto in casa o fatto sedere alla sua tavola, se non fosse stata consigliata da un vescovo che dichiarò che «il figlio di così tante lacrime e preghiere non poteva perire». Poco tempo dopo Agostino tornò a Cartagine, dove continuò ad insegnare retorica. I suoi talenti gli furono anche di maggiore vantaggio su questo palcoscenico più grande e, attraverso un'infaticabile ricerca delle arti liberali il suo intelletto raggiunse la piena maturità. Qui vinse un torneo di poesia ed il proconsole Vindiciano gli conferì pubblicamente la corona agonistica.
Fu in questo momento di ebbrezza letteraria, quando aveva appena completato il suo primo lavoro sull'estetica (ora perso), che Agostino cominciò a ripudiare il Manicheismo. Anche quando era nel suo massimo entusiasmo, tuttavia, gli insegnamenti di Mani erano stati lontani dal calmare la sua inquietudine. Nonostante fosse stato accusato di essere diventato un prete della "setta", non fu mai iniziato o enumerato fra gli "eletti", ma rimase un "uditore", il grado più basso nella gerarchia. Egli stesso fornì le ragioni del suo disincanto: prima di tutto l'inclinazione della filosofia manichea - "Distruggono tutto e non costruiscono nulla" -; poi la loro immoralità in contrasto con la loro apparente virtù; quindi la debolezza delle loro argomentazioni nella controversia con i "cattolici", ai cui precetti basati sulle Scritture la loro unica replica era: "Le Sacre Scritture sono state falsificate".
Ma la ragione principale fu che tra loro non trovò la scienza a cui anelava, ossia quella conoscenza della natura e delle sue leggi che gli avevano promesso. Quando li interrogava sui movimenti delle stelle, nessuno di loro era in grado di rispondergli, invitandolo ad attendere le spiegazioni esaustive di Fausto di Milevi, il celebre vescovo manicheo. Finalmente, nel 383, costui giunse a Cartagine: Agostino gli fece visita e lo interrogò, ma scoprì nelle sue risposte solo volgare retorica, assolutamente estranea a qualsiasi cultura astronomica e matematica. L'incantesimo si ruppe e, anche se Agostino non abbandonò immediatamente il gruppo, il suo animo deluso iniziò a respingere le dottrine manichee.

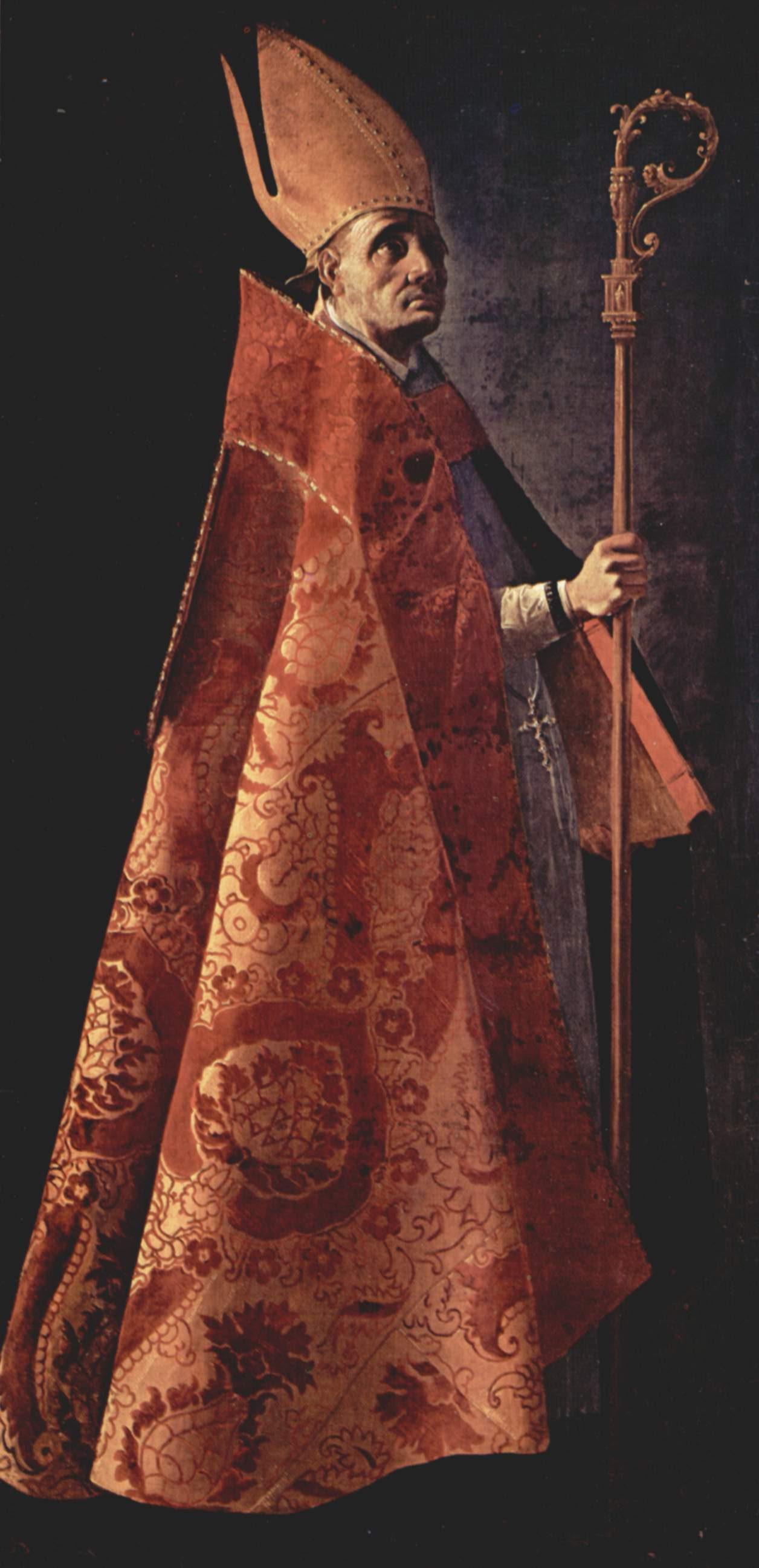
Ambrogio, arcivescovo di Milano

#### Incontro con Ambrogio
Nel 383 Agostino, all'età di 29 anni, cedette all'irresistibile attrazione che aveva per l'Italia; a causa della riluttanza della madre a separarsi da lui, dovette ricorrere a un sotterfugio e imbarcarsi con la copertura della notte. Non appena giunto a Roma, dove continuò a frequentare la comunità manichea, si ammalò gravemente. Quando guarì, aprì una scuola di retorica ma, disgustato dai trucchi dei suoi alunni, che lo defraudavano spudoratamente delle loro tasse d'istruzione, fece domanda per un posto vacante come professore a Milano. Il praefectus urbi Quinto Aurelio Simmaco l'aiutò a ottenere il posto con l'intento di contrastare la fama del vescovo Ambrogio. Dopo aver fatto visita al vescovo, però, si sentì attratto dai suoi discorsi e iniziò a seguire regolarmente le sue predicazioni.

#### Neoplatonismo e Cristianesimo
Agostino tuttavia fu travagliato da tre ulteriori anni di dubbi, durante i quali la sua mente passò attraverso varie fasi. In un primo tempo si volse verso la filosofia degli Accademici, attratto dal loro scetticismo pessimistico, deluso com'era dal manicheismo e diffidando ormai di ogni forma di credenza religiosa. Lo tormentava più di tutti il problema del male: se Dio esiste ed è onnipotente, perché non riesce ad annientarlo?
(Confessioni, VII,5)
Fu decisivo l'incontro con la filosofia neo-platonica, dalla quale rimase entusiasmato: l'attenta lettura delle opere di Platone e di Plotino riaccese nuovamente in lui la speranza di trovare la verità. Ancora una volta Agostino cominciò a sognare che lui e i suoi amici avrebbero potuto condurre una vita dedicata alla ricerca di essa, rinunciando a tutte le aspirazioni terrene come onori, ricchezza, o piacere, e con il celibato come regola. Ma era solo un sogno; le sue passioni lo rendevano ancora schiavo.
Il passaggio attraverso la fase del dubbio non fu per Agostino un semplice incidente di percorso, ma fu determinante per fargli trovare la via della fede. Secondo Agostino infatti, solo chi dubita è animato da un desiderio sincero di trovare la verità, a differenza di colui che non si pone nessuna domanda. È la consapevolezza della propria ignoranza che spinge a indagare il mistero; eppure non si cercherebbe la verità se non si fosse certi almeno inconsciamente della sua esistenza. Un tema, questo, di lontana ascendenza socratica e platonica, ma Agostino lo inserisce nell'ottica cristiana del Dio-Persona: è Dio stesso che fa nascere nell'uomo il desiderio della verità. Un Dio inconscio e nascosto che vuole farsi conoscere dall'uomo. Solo l'intervento della Sua grazia permette alla ragione umana di trascendere i suoi limiti, illuminandola. Ed è così che avviene l'intuizione: essa è un comprendere, e al tempo stesso un credere, che non avrebbe senso dubitare se non ci fosse una Verità che appunto al dubbio si sottrae; e che non si cercherebbe Dio se non Lo si fosse già trovato.
Monica intanto aveva raggiunto suo figlio a Milano, riuscendo a convincerlo a fidanzarsi. La sua promessa sposa però era troppo giovane, e anche se Agostino salutò la madre di Adeodato, il suo posto fu presto preso da un'altra. Dovette così attraversare un ultimo periodo di lotta e di angoscia, durante il quale la sua volontà di convertirsi non riusciva a prevalere del tutto sull'idea dei piaceri a cui avrebbe dovuto rinunciare. Finché, anche grazie ai preziosi contributi del vescovo Ambrogio, intuì come la verità, tema centrale del suo itinerario filosofico, non sia un semplice fatto in sé da possedere, quale egli la percepiva nei tribunali dell'impero romano, ma che da essa si viene posseduti, perché è qualcosa di assoluto, totale e universale. Comprendendo come essa non sia un oggetto ma un Soggetto, cioè un'entità viva e Personale, proprio come viene presentata nei Vangeli, ebbe la certezza che Gesù fosse l'unica via per giungervi, e che alla Verità l'uomo aderisce innanzitutto con il suo modo di vivere.
Fu un colloquio con Simpliciano, futuro successore di Ambrogio, che raccontò ad Agostino la storia della conversione del celebre retore neo-platonico Vittorino, a preparare la strada per la conversione. Questa sarebbe avvenuta all'età di 32 anni nel settembre 386, in un giardino di Milano, dove - come racconta lo stesso Agostino - sentì la voce di una bimba o un bimbo che canterellava tolle lege, ossia «prendi e leggi», invito che egli riferì alla Bibbia, che a quel punto aprì a caso cadendo su un passaggio di Paolo di Tarso.
Alcuni giorni più tardi, Agostino, mentre era malato, sfruttando le vacanze autunnali, si dimise dal suo lavoro di insegnante, andò con Monica, Adeodato e i suoi amici a Cassiciacum, residenza di campagna di Verecondo. Lì si dedicò alla ricerca della vera filosofia che, per lui, ormai era inseparabile dal Cristianesimo.

### Dalla conversione all'episcopato (386-396)

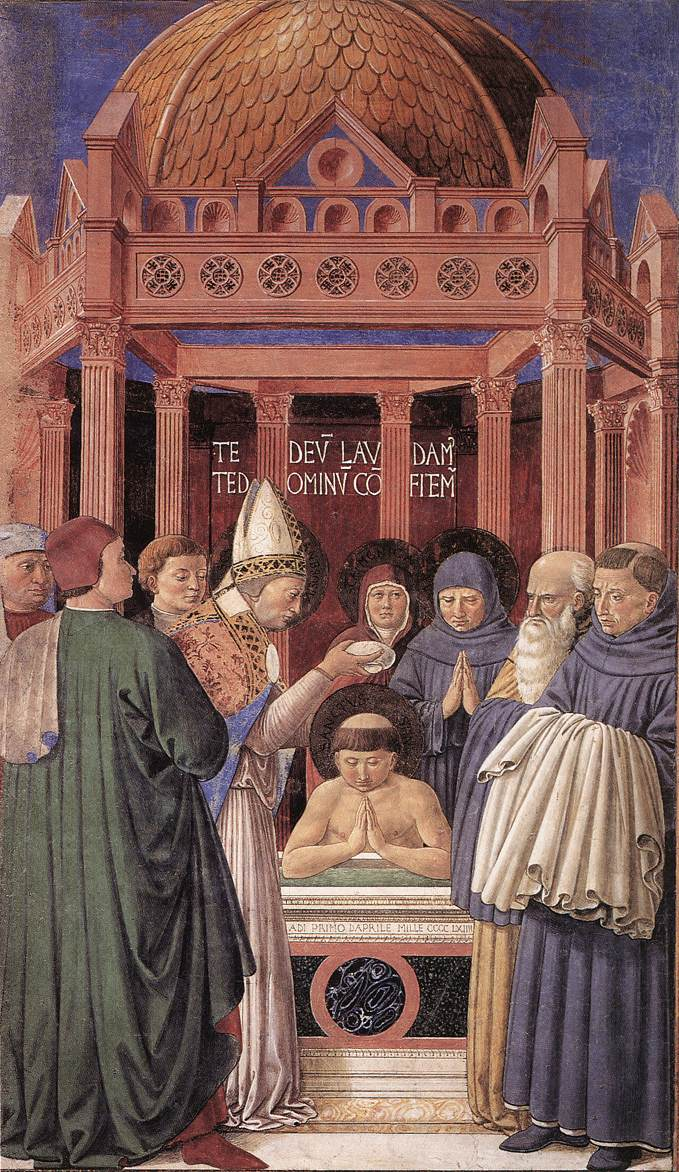
Agostino riceve il battesimo dalle mani di Ambrogio

Agostino, gradualmente, conobbe la dottrina cristiana e, nella sua mente, iniziarono a fondersi la filosofia platonica e i dogmi rivelati. La solitudine di Cassiciacum gli permise di realizzare un sogno a lungo inseguito: nei suoi libri Contra Academicos, Agostino descrisse la serenità ideale di questa esistenza, animata solamente dalla passione per la verità. Inoltre completò l'istruzione dei suoi giovani amici, ora con letture in comune, ora con conferenze filosofiche alle quali, qualche volta, invitava anche la madre, e i cui racconti, trascritti da un segretario, furono la base dei "Dialoghi". Licenzio avrebbe ricordato in seguito nelle sue Lettere le mattinate e le serate di filosofia durante le quali Agostino era solito intraprendere disquisizioni che si elevavano molto al di sopra dei luoghi comuni. I temi favoriti di queste conferenze erano la verità, la certezza (Contra Academicos), la vera felicità nella filosofia (De beata vita), l'ordine provvidenziale del mondo e la sua perfezione matematica (De Musica), il problema del male (De ordine) ed infine Dio e l'anima (Soliloquia, De immortalitate animae).
Verso l'inizio della quaresima del 387, Agostino si recò a Milano dove, con Adeodato e Alipio, prese posto fra i competentes per essere battezzato da Ambrogio nella Veglia pasquale. Fu a questo punto che Agostino, Alipio ed Evodio decisero di ritirarsi nella solitudine dell'Africa. Agostino rimase a Milano fino all'estate, continuando i suoi lavori (De immortalitate animae e De Musica). Poi, mentre era in procinto di imbarcarsi ad Ostia, Monica morì. Agostino rimase per molti mesi a Roma occupandosi principalmente della confutazione del Manicheismo. Tornò in Africa solo dopo la morte dell'usurpatore Magno Massimo (agosto 388) e, dopo un breve soggiorno a Cartagine, ritornò a Tagaste.
Subito dopo il suo arrivo, decise di iniziare a seguire il suo ideale di vita perfetta, dedicata a quel Dio che era giunto ad amare in età adulta:
(Confessioni X, 27.38)

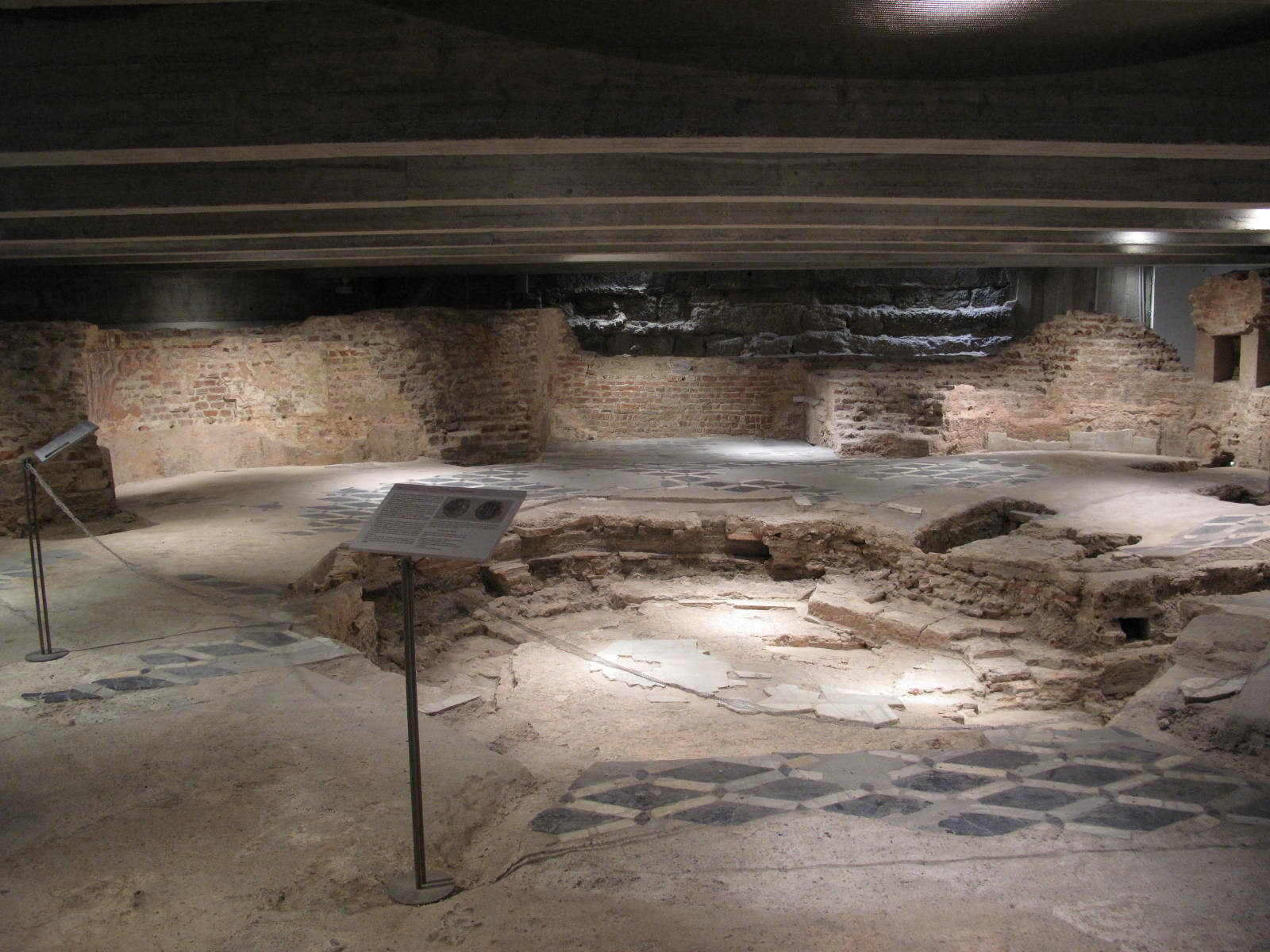
Resti del battistero di Milano dove avvenne il battesimo di Agostino

Cominciò vendendo tutti i suoi beni e dando il ricavato ai poveri. Poi lui e i suoi amici si ritirarono nel suo appezzamento di terreno, che già era stato alienato, per condurre una vita comune in povertà, in preghiera, e nello studio della letteratura sacra. Il libro De diversis quaestionibus octoginta tribus è il frutto delle riunioni tenute durante questo ritiro, nel quale scrisse anche il De Genesi contra Manicheos, il De magistro ed il De vera religione.
Agostino non pensava di diventare sacerdote e, per paura dell'episcopato, scappava anche dalle città nelle quali era necessaria un'elezione. Un giorno, essendo stato chiamato a Ippona da un amico, stava pregando in una chiesa quando un gruppo di persone improvvisamente lo circondò. Costoro lo consolarono e implorarono Valerio, il vescovo, di elevarlo al sacerdozio; nonostante i suoi timori, Agostino fu ordinato nel 391. Il novello sacerdote considerò la sua ordinazione come una ragione in più per riprendere la vita religiosa a Tagaste e Valerio approvò così entusiasticamente che gli mise a disposizione delle proprietà della chiesa, autorizzandolo a fondare un monastero.
Il suo ministero sacerdotale durato cinque anni fu molto fruttifero: Valerio l'autorizzò a predicare nonostante l'uso africano che riservava quel ministero ai soli vescovi; combatté l'eresia, specialmente quella manichea e il suo successo fu notevole. Fortunato, uno dei loro grandi dottori, che Agostino aveva sfidato in pubblico, fu così umiliato dalla sconfitta che fuggì da Ippona. Abolì anche l'uso di tenere banchetti nelle cappelle dei martiri. L'8 ottobre 393 prese parte al Concilio Plenario d'Africa presieduto da Aurelio, vescovo di Cartagine, dove, dietro richiesta dei vescovi, fu obbligato a comporre una dissertazione che, nella sua forma completa, in seguito divenne il trattato De fide et symbolo.

### Vescovo di Ippona (395-430)

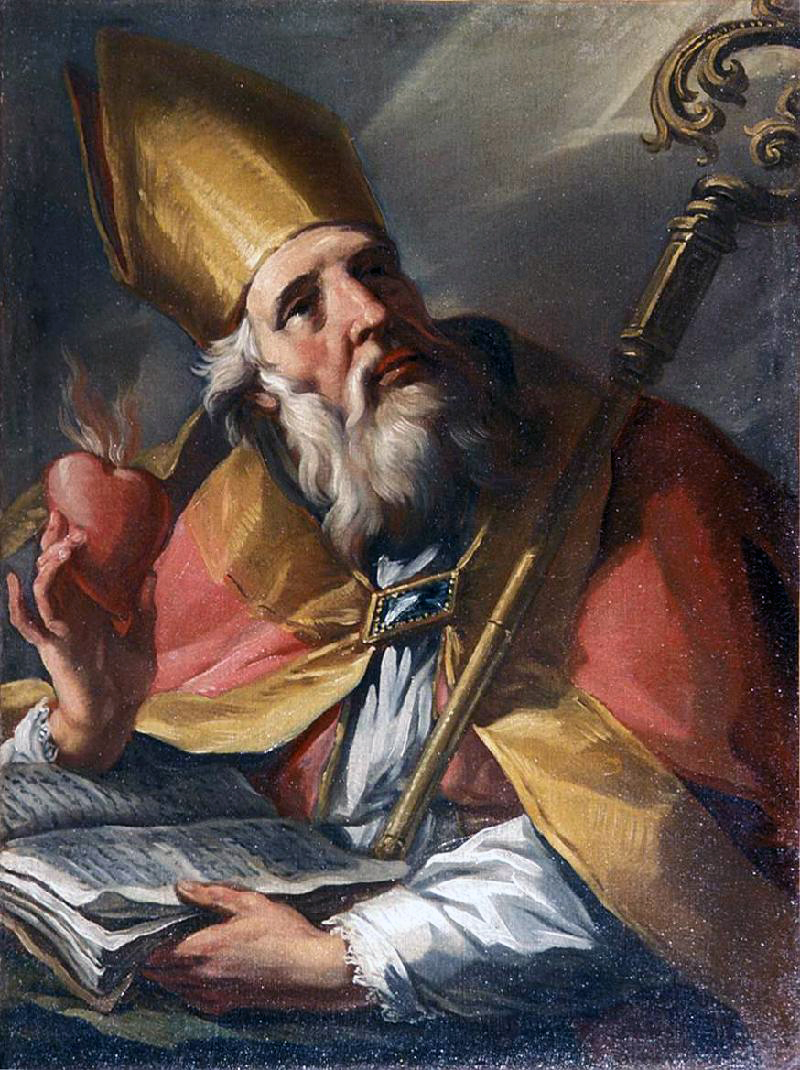
Sant'Agostino in abiti vescovili, in un dipinto lombardo del XVIII secolo

Valerio, indebolito dall'età ormai avanzata, ottenne da Aurelio, Primate d'Africa, che Agostino fosse associato alla sua sede in qualità di vescovo coadiutore. Pertanto Agostino si dovette rassegnare alla consacrazione dalle mani di Megalio, Primate di Numidia. Aveva quarantadue anni, e avrebbe occupato la sede di Ippona per i successivi 34. Il nuovo vescovo comprese bene come combinare l'esercizio dei suoi doveri pastorali con l'austerità della vita religiosa e, sebbene avesse lasciato il suo monastero, la sua residenza episcopale divenne un monastero dove visse una vita di comunità con il suo clero, che osservava una religiosa povertà. La casa episcopale di Ippona divenne un vero vivaio per i nuovi fondatori di monasteri che presto si diffusero in tutta l'Africa e per i vescovi che occupavano le sedi vicine. Possidio elencò dieci amici e discepoli del santo che furono elevati all'episcopato. In questo modo Agostino si guadagnò il titolo di patriarca dei religiosi e rinnovatore della vita ecclesiastica in Africa.
Le sue attività dottrinali, l'influenza delle quali era destinata a durare molto a lungo, furono molteplici: predicava frequentemente, a volte per cinque giorni consecutivi; scrisse lettere che trasmisero a tutto il mondo conosciuto la sua soluzione per i problemi dell'epoca; lasciò la sua impronta su tutti i concili africani ai quali partecipò, per esempio quelli di Cartagine del 398, 401, 407, 419 e di Milevi del 416 e 418; infine, lottò infaticabilmente contro tutte le eresie.

#### Controversia manichea ed il "problema del male"
Dopo che Agostino divenne vescovo, lo zelo che, fin dai tempi del suo battesimo, manifestava nel portare i suoi ex correligionari all'interno della Chiesa, assunse una forma più paterna senza però perdere il suo antico ardore. Fra gli eventi più memorabili che avvennero durante questa controversia è da ricordare la grande vittoria del 404 su Felice, un "eletto" e grande dottore manicheo. Questi stava predicando ad Ippona e Agostino lo invitò ad una disputa pubblica, al termine della quale Felice si dichiarò vinto, si convertì e, insieme ad Agostino, sottoscrisse gli atti della disputa.
Nelle sue opere Agostino confutò successivamente: Mani (397), Fausto di Milevi (400), Secondino (405) e (intorno al 415) i Priscillianisti, di cui gli aveva parlato Paolo Orosio. Queste opere contengono le sue opinioni sul "problema del male", opinioni basate sull'ottimismo derivante dall'idea che ogni opera di Dio è buona e che l'unica fonte del male è la libertà delle creature. Agostino difese il libero arbitrio, anche nell'uomo, con tale ardore che i suoi lavori contro i Manichei sono una ricca fonte di argomentazioni per questo problema.
Agostino operò una prima distinzione fra il male fisico del corpo e il male morale dell'anima, legato al peccato. In questo modo superò una convinzione diffusa nel periodo precedente, che concepiva la malattia e il dolore come una conseguenza e una sorta di punizione divina delle azioni umane. Agostino escluse questa possibilità poiché "Dio è Amore", e un'eventuale espiazione dei peccati si colloca in una vita ultraterrena. Dolore, fame, malattia e peccato hanno però la stessa origine metafisica, ontologica, sono mancanza di essere, nell'anima e nel corpo, così come teorizzava la filosofia classica. Il male non è concepibile da parte di Dio, mentre lo è da parte dell'uomo, che può attuarlo poiché è creato libero, "a immagine e somiglianza di Dio", come afferma la Genesi. In questo senso l'uomo può fare il male, mentre Dio no. Ciò non significa che l'uomo è più libero, o che la divinità cristiana non è onnipotente, ma che l'uomo, errando, può commettere atti che lo rendono imperfetto e infelice. Non commettere il male non è un limite, ma un segno di perfezione.
Agostino, come Socrate, sostenne l'intellettualismo etico, ossia che il male si manifesta per ignoranza, ed esclude nuovamente il male dalla natura divina perché questa è onnisciente. In altre parole, Dio non può fare il male per un motivo ontologico, perché il male è mancanza di essere, mentre lui è "Essenza", che non ha nulla fuori di sé, e per uno gnoseologico-etico, per il quale chi ha la conoscenza ed è veramente libero non commette atti legati all'ignoranza del proprio bene, e che negano la propria libertà. L'uomo è libero al punto di negare la propria libertà innata, compiendo il male; la fonte dell'essere e della conoscenza sono la medesima, e da entrambe deriva l'esclusione di una deviazione etica in un essere perfetto.

#### La controversia donatista e la teoria della Chiesa

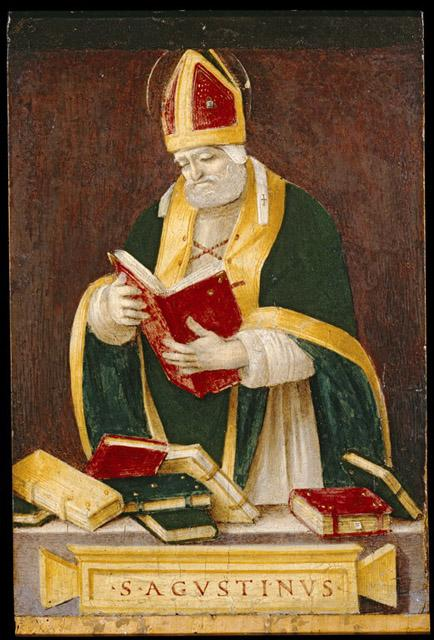
Ritratto dipinto da Filippino Lippi

Lo scisma donatista fu l'ultimo episodio delle controversie montaniste e novazianiste che agitavano la Chiesa dal II secolo. Mentre l'oriente stava investigando sotto vari aspetti il problema divino e cristologico della "Parola", l'occidente, indubbiamente a causa della sua vocazione più pratica, si poneva il problema morale del peccato in tutte le sue forme. Il problema principale era la santità della Chiesa; il peccatore avrebbe potuto essere perdonato e rimanere al suo interno? In Africa la questione riguardava in particolar modo la santità della gerarchia. I vescovi di Numidia che, nel 312, avevano rifiutato di accettare come valida la consacrazione di Ceciliano alla sede di Cartagine da parte di un traditore, avevano dato il via ad uno scisma che aveva posto queste gravi questioni: i poteri gerarchici dipendono dalla dignità morale del presbitero? Come può l'indegnità dei suoi ministri essere compatibile con la santità della Chiesa?
Essendo stato identificato con un movimento politico, forse con un movimento nazionale contro la dominazione romana, al tempo dell'arrivo di Agostino ad Ippona, lo scisma aveva raggiunto proporzioni immense. Comunque, al suo interno è facile scoprire una tendenza di vendetta antisociale che gli imperatori dovevano combattere con leggi severe. La setta nota come "Soldati di Cristo", e chiamata dai cattolici "Circoncellioni" ("briganti", "vagabondi"), associata agli scismatici, fu caratterizzata da fanatica distruttività, causando una severa legislazione da parte degli imperatori.
La storia delle lotte di Agostino con i Donatisti è anche quella del suo cambio di opinione sull'utilizzo di misure rigide contro gli eretici. Anche la Chiesa d'Africa, dei cui concili era stato l'anima, lo seguì in questo cambio. Agostino, inizialmente, tentò di ritrovare l'unità attraverso conferenze e controversie amichevoli. Nei concili africani ispirò varie misure conciliatrici, spedì ambasciatori presso i Donatisti per invitarli a rientrare nella Chiesa o, almeno, esortarli ad inviare deputati ad una conferenza (403). I Donatisti accolsero questi inviti dapprima col silenzio, poi con insulti e infine con tale violenza che Possidio, vescovo di Calama e amico di Agostino, sfuggì alla morte per puro caso, il vescovo di Bagaïa fu lasciato ricoperto di orribili ferite e la vita del vescovo di Ippona subì vari attentati. Questa violenza dei Circoncellioni richiese una dura repressione, e Agostino, apprendendo delle molte conversioni che ne seguirono, da allora approvò l'impiego di leggi rigide, pur non volendo mai che l'eresia fosse punibile con la morte.
Nonostante ciò, i vescovi erano ancora favorevoli ad una conferenza con gli scismatici e, nel 410, un editto promulgato dall'imperatore Onorio pose fine al rifiuto dei Donatisti. Nel giugno 411, alla presenza di 286 vescovi cattolici e 279 vescovi donatisti, fu organizzato a Cartagine un solenne Concilio. I portavoce dei Donatisti erano Petiliano di Costantina, Primiano di Cartagine e Emerito di Cesarea, gli oratori cattolici Aurelio di Cartagine e Agostino. Alla questione storica in discussione, il vescovo di Ippona provò l'innocenza di Ceciliano e del suo consacratore Felice, sostenendo, nel dibattito dogmatico, la tesi cattolica che la Chiesa, finché esiste sulla terra, può, senza perdere la sua santità, tollerare i peccatori al suo interno nell'interesse della loro conversione. A nome dell'imperatore il proconsole Marcellino sanzionò la vittoria dei cattolici su tutti i punti in discussione.

#### Controversia pelagiana
La disputa con Pelagio riguardava essenzialmente la natura della volontà. Contro di lui Agostino sosteneva che la volontà umana è stata irrimediabilmente corrotta dal peccato originale, che ha inficiato per sempre la nostra libertà. Quest'ultima consiste nella capacità, oramai andata perduta, di dare realizzazione ai nostri propositi, e va distinta perciò dal libero arbitrio, che è invece la facoltà razionale di scegliere, in linea teorica, tra il bene e il male. L'uomo, che è dotato di libero arbitrio, vorrebbe per natura tendere al bene, ma è incapace di perseguirlo, perché nel momento concreto della scelta la sua volontà si ritrova dilaniata: una condizione di duplicità che non gli consente di «volere» appieno, ma si può esemplificare piuttosto nell'espressione «vorrei volere». Soltanto Dio con la sua grazia può redimere l'uomo, non solo illuminando i suoi eletti su cosa è bene, ma anche infondendo loro la volontà effettiva di perseguirlo, volontà che altrimenti sarebbe facile preda dell'incostanza e delle tentazioni malvagie. Solo in questo modo l'uomo potrà ritrovare la sua libertà.
La fine della controversia donatista coincise pressappoco con l'inizio di una nuova disputa teologica che impegnò Agostino fino alla sua morte. L'Africa, dove Pelagio e il suo discepolo Celestio si erano rifugiati dopo il sacco di Roma da parte di Alarico, era diventato il principale centro di diffusione del movimento pelagiano. Già nel 412 un concilio tenuto a Cartagine aveva condannato i Pelagiani per le loro opinioni sulla dottrina del peccato originale, ma, grazie all'attivismo di Agostino, la condanna dei Pelagiani, che avevano avuto il sopravvento in un sinodo tenuto a Diospolis in Palestina, fu reiterata dai successivi concili tenuti a Cartagine e a Milevi, e confermata da papa Innocenzo I nel 417. Un secondo periodo di attivismo pelagiano si sviluppò a Roma; papa Zosimo fu inizialmente convinto da Celestio ma, dopo essere stato convinto da Agostino, nel 418 pronunciò una solenne condanna contro i Pelagiani. In seguito la disputa fu proseguita per iscritto contro Giuliano di Eclano, che aveva assunto la guida del gruppo ed attaccava violentemente Agostino.
Verso il 426 nacque il movimento dei Semipelagiani, i cui primi membri furono i monaci di Adrumeto, in Africa, seguiti da quelli di Marsiglia guidati da Giovanni Cassiano, abate di San Vittore. Essi cercarono di mediare tra Agostino e Pelagio sostenendo che la grazia dovesse essere concessa solo a coloro che la meritano e negata agli altri. Informato delle loro opinioni da Prospero d'Aquitania, il santo scrisse il De praedestinatione sanctorum, nel quale spiegava che qualsiasi desiderio di salvezza era dovuto alla "Grazia di Dio" che, perciò, controllava completamente la nostra predestinazione.

#### Controversia ariana e ultimi anni

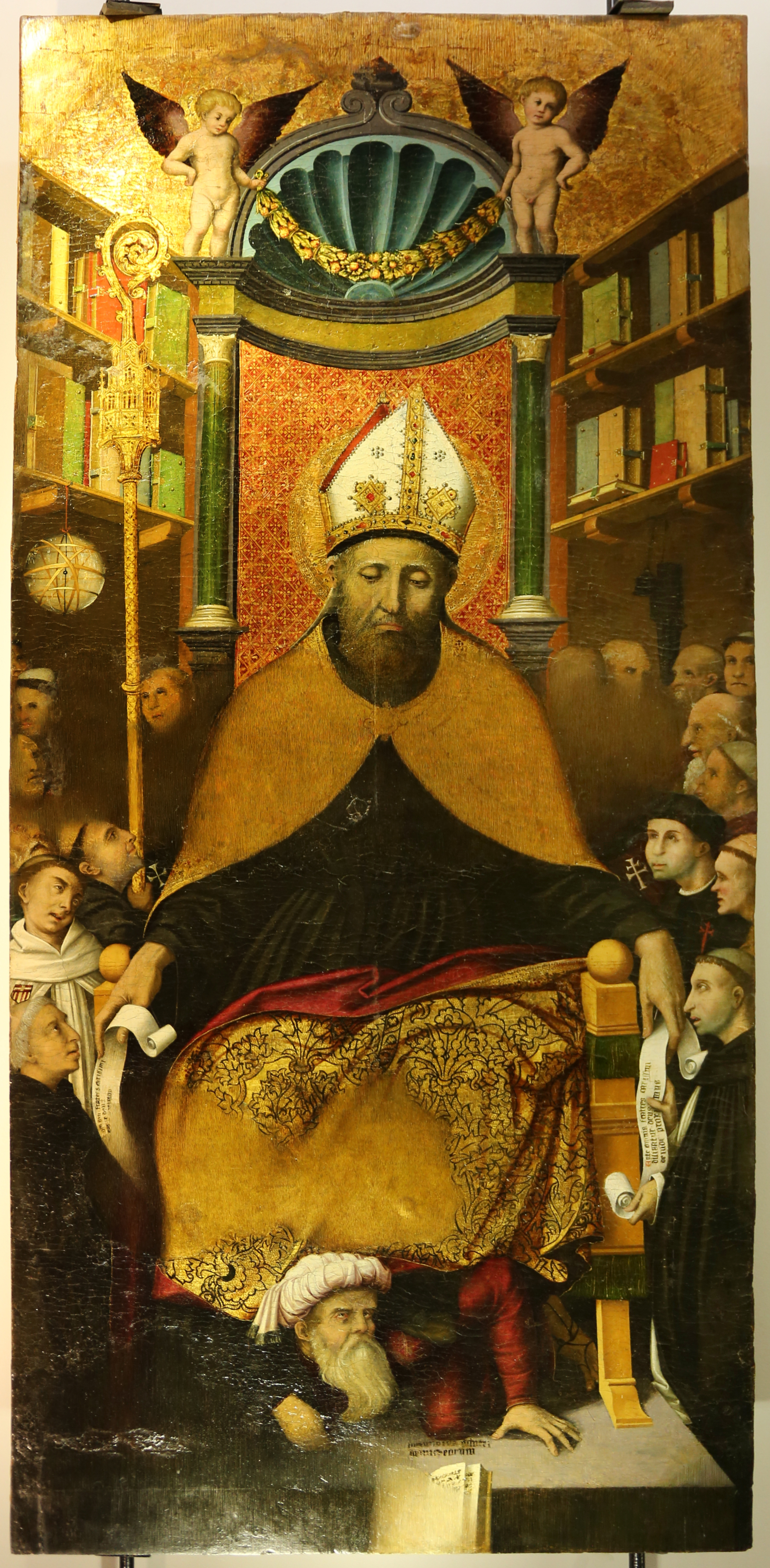
Sant'Agostino in cattedra, Pietro Cavaro, Cagliari.

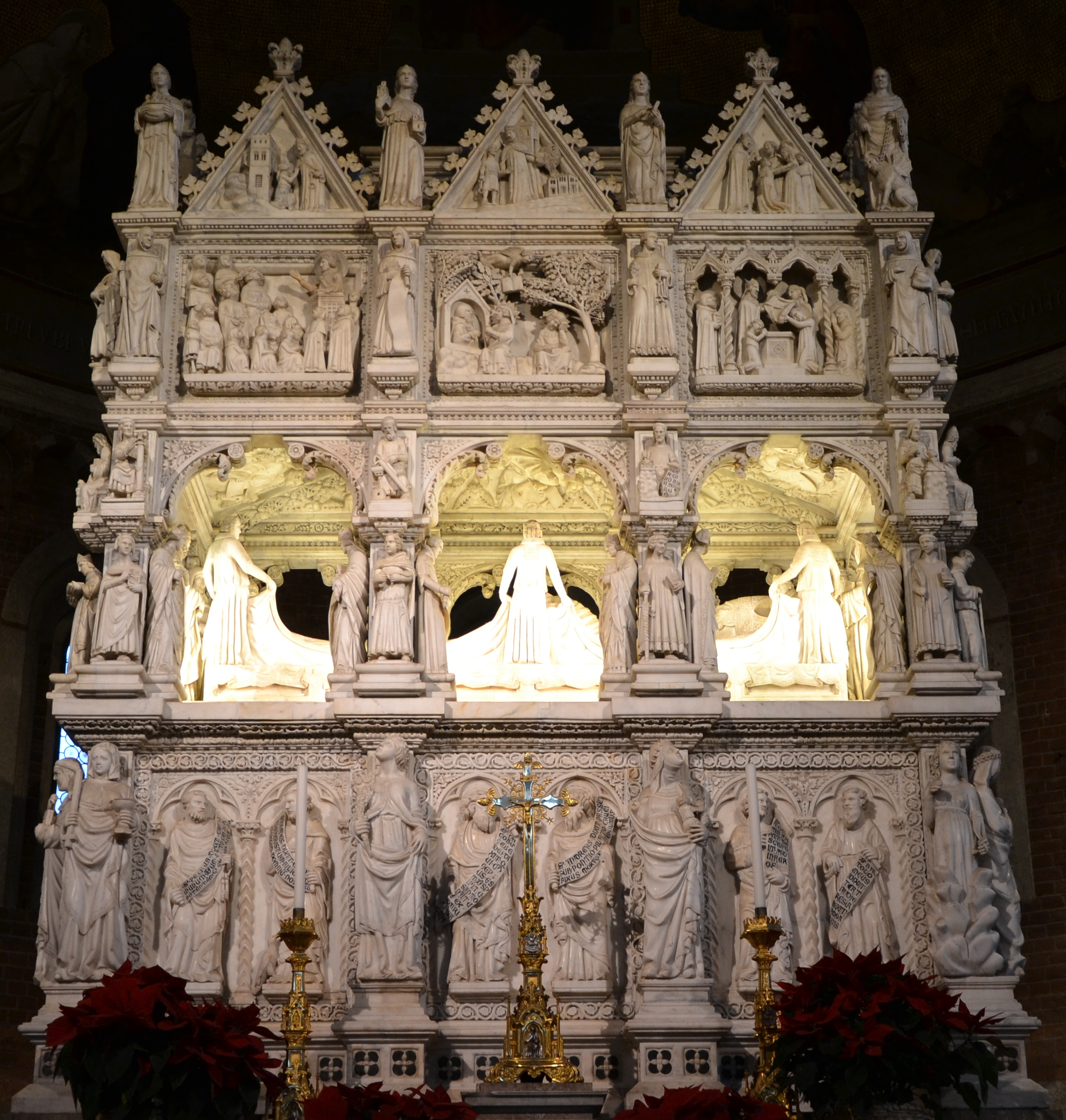
Arca di sant'Agostino, in cui è la sua tomba, ad opera di Giovanni di Balduccio, nella basilica di San Pietro in Ciel d'Oro a Pavia.

Nel 426, all'età di 72 anni, desiderando risparmiare alla sua città il tumulto di un'elezione episcopale dopo la sua morte, Agostino spinse sia il clero sia il popolo ad acclamare come suo ausiliare e successore il diacono Eraclio.
In quegli anni l'Africa fu sconvolta dalla rivolta del comes Bonifacio (427); i Visigoti inviati dall'imperatrice Galla Placidia per contrastare Bonifacio e i Vandali che questi aveva chiamato in suo aiuto erano tutti Ariani e, al seguito delle truppe imperiali, entrò ad Ippona Massimino, un vescovo ariano. Agostino difese la propria fede in una conferenza pubblica (428) e con vari scritti. Essendo profondamente addolorato per la devastazione dell'Africa, lavorò per una riconciliazione tra il comes Bonifacio e l'imperatrice; la pace fu ristabilita, ma non con Genserico, il re vandalo. Bonifacio, cacciato da Cartagine, cercò rifugio a Ippona, dove molti vescovi si erano già rifugiati per cercare protezione in questa città ben fortificata, ma i Vandali l'assediarono per ben diciotto mesi. Cercando di controllare la sua angoscia, Agostino continuò a confutare Giuliano di Eclano, ma, all'inizio dell'assedio, fu colpito da una malattia fatale e, dopo tre mesi, il 28 agosto 430, morì all'età di 75 anni.
Nel 718 il suo feretro, venerato per secoli a Cagliari dove era stato portato da esuli fuggiti all'invasione vandala del Nordafrica, fu fatto trasportare dalla Sardegna a Pavia, a opera del re longobardo Liutprando.
Da allora le sue spoglie sono custodite nella basilica di San Pietro in Ciel d'Oro.

## Opere

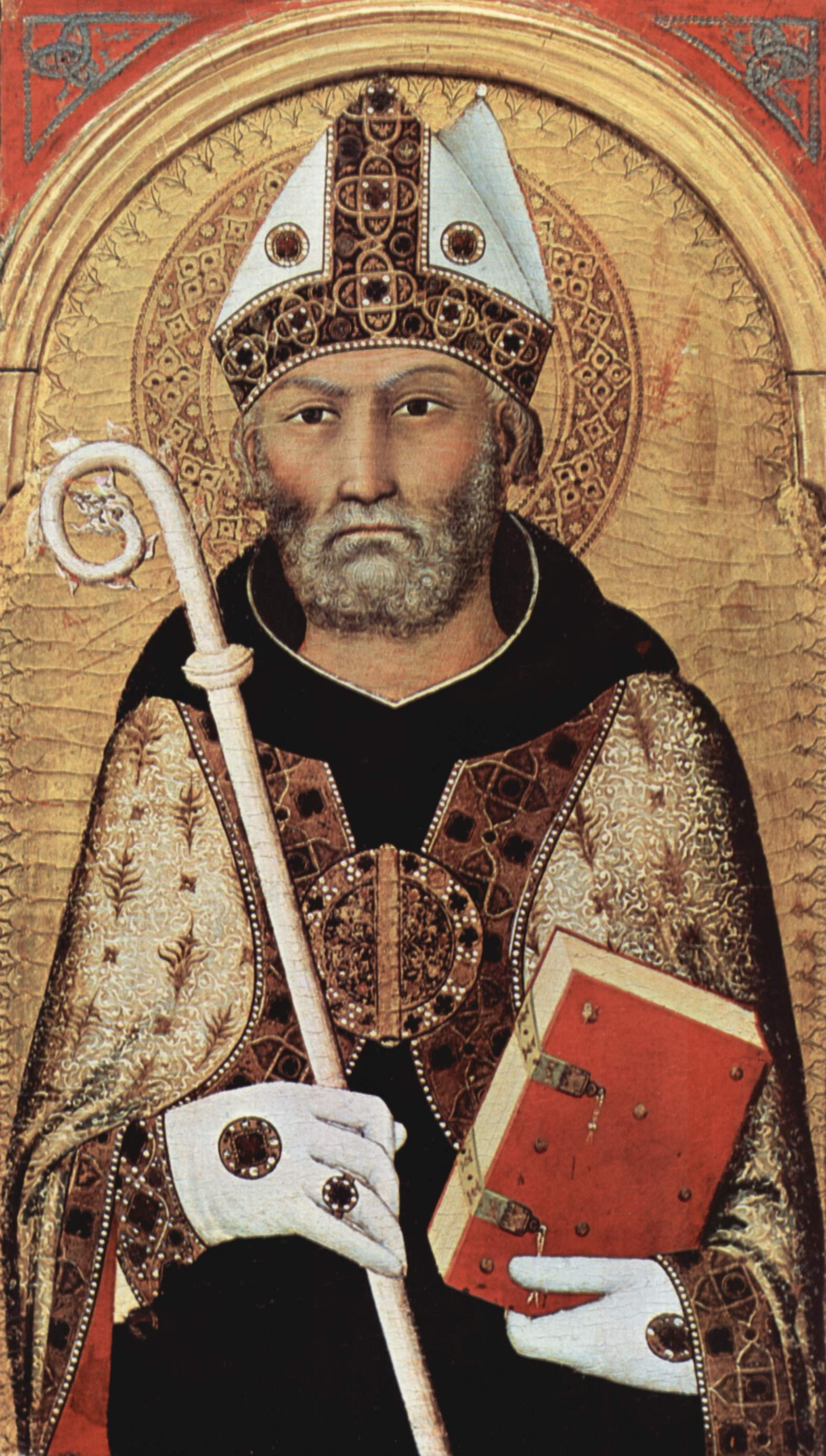
Agostino in un dipinto di Simone Martini

Agostino fu un autore molto prolifico, notevole per la varietà dei soggetti che produsse, come scritti autobiografici, filosofici, apologetici, dogmatici, polemici, morali, esegetici, raccolte di lettere, di sermoni e di opere in poesia (scritte in metrica non classica, bensì accentuativa, per facilitare la memorizzazione da parte delle persone incolte). Bardenhewer ne lodava la straordinaria varietà di espressione ed il dono di descrivere gli avvenimenti interiori, di dipingere i vari stati dell'anima e gli avvenimenti del mondo spirituale. In generale, il suo stile è nobile e casto; ma, diceva lo stesso autore, "nei suoi sermoni e negli altri scritti destinati al popolo, intenzionalmente, il tono scendeva ad un livello popolare".
Nelle sue Ritrattazioni ha contato 93 opere.

### Autobiografia e corrispondenza
- Le Confessioni, scritte intorno al 400, sono la storia della sua maturazione religiosa. Il nocciolo del pensiero agostiniano presente nelle Confessioni sta nel concetto che l'uomo è incapace di orientarsi da solo: esclusivamente con l'illuminazione di Dio, a cui deve obbedire in ogni circostanza, l'uomo riuscirà a trovare l'orientamento nella sua vita. La parola "confessioni" viene intesa in senso biblico (confiteri), non come ammissione di colpa o racconto, ma come preghiera di un'anima che ammira l'azione di Dio nel proprio interno.
- Le Retractationes ("Ritrattazioni"), composte verso la fine della sua vita, tra il 426 e il 428, sono una revisione, un riesame dei propri lavori ripercorsi in ordine cronologico, spiegando l'occasione della loro genesi e l'idea dominante di ognuno. Rappresentano una guida di inestimabile valore per comprendere l'evoluzione del pensiero di Agostino.
- Le Epistolae ("Lettere"), che nella raccolta benedettina ammontano a 270 (53 dei corrispondenti di Agostino), sono utili per la conoscenza della sua vita, della sua influenza e della sua dottrina.

### Scritti filosofici
Queste opere, in gran parte composte nella villa di Cassiciacum, dalla conversione al battesimo (386-387), continuano l'autobiografia di Agostino iniziando il lettore alle ricerche ed alle esitazioni platoniche della sua mente. Sono saggi letterari, la cui semplicità rappresenta il culmine dell'arte e dell'eleganza. In nessun'altra opera lo stile di Agostino è così castigato e la sua lingua così pura. La loro forma dialogica dimostra che erano di ispirazione platonica e ciceroniana. Le principali sono:
- Contra Academicos ("Contro gli accademici"), l'opera filosofica più importante;
- De beata vita ("La vita beata");
- De ordine ("L'ordine");
- Soliloquia ("Soliloqui"), in due libri;
- De immortalitate animae ("L'immortalità dell'anima");
- De magistro ("Il maestro"), un dialogo tra Agostino e suo figlio Adeodato;
- De musica ("La musica"), in sei libri.

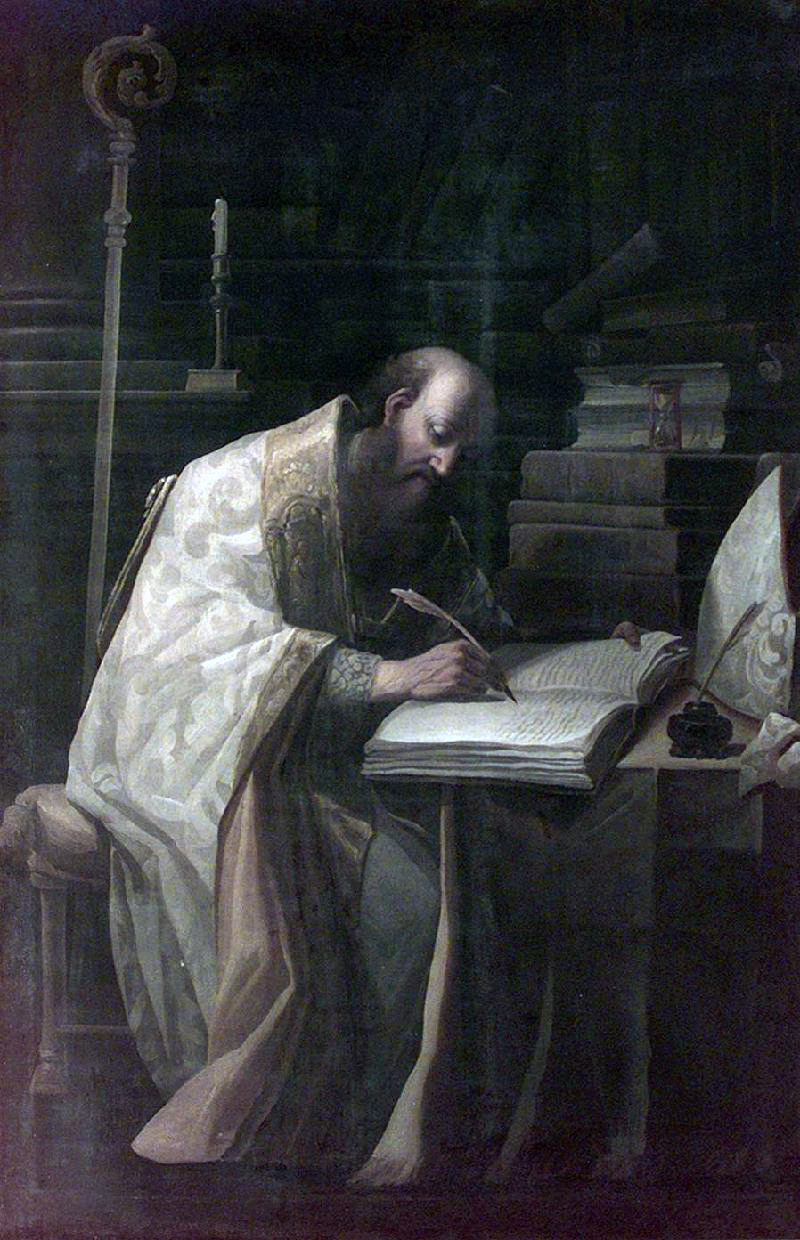
Antonio Cifrondi, Sant'Agostino d'Ippona nel suo studio

### Scritti apologetici
Le sue opere apologetiche rendono Agostino il grande teorico della fede, e delle sue relazioni con la ragione. «Lui è il primo dei Padri» - affermava Adolf von Harnack (Dogmengeschichte, III 97) - «che sentì il bisogno di costringere la sua fede a ragionare».
- La città di Dio (De civitate Dei contra Paganos, "La città di Dio contro i Pagani"), in 22 libri, fu iniziato nel 413 e terminato nel 426; esso rappresentava la risposta di Agostino ai pagani che attribuivano la caduta di Roma (410) all'abolizione del Paganesimo. Considerando il problema della Divina Provvidenza applicato all'Impero romano, egli allargò l'orizzonte e creò la prima filosofia della storia, abbracciando con uno sguardo i destini del mondo raggruppati intorno alla religione cristiana. La città di Dio è considerata il più importante lavoro del vescovo di Ippona. Mentre le Confessioni sono teologia vissuta nell'anima e rappresentano la storia dell'azione di Dio sugli individui, La città di Dio è teologia incastonata nella storia dell'umanità che spiega l'azione di Dio nel mondo; l'opera costituisce una vera e propria apologia del Cristianesimo messo a confronto con la civiltà pagana, oltre a fornire riflessioni sulla "grandezza e l'immortalità dell'anima". In essa Agostino cerca di dimostrare che la decadenza della cosiddetta città degli uomini (contrapposta a quella di Dio e da lui identificata proprio con l'Impero romano d'Occidente) non poteva essere imputata in alcun modo alla religione cristiana, essendo il frutto di un processo storico teleologicamente preordinato da Dio.
- De vera religione ("La vera religione") fu composto a Tagaste tra il 389 ed il 391;
- De utilitate credendi ("L'utilità di credere"), del 391;
- De fide rerum quae non videntur ("La fede nelle cose che non si vedono"), del 400;
- Lettera 120 a Consenzio.

### Controversie

#### Contro i Manichei
- De moribus Ecclesiae catholicae et de moribus Manichaeorum (" I costumi della Chiesa e i costumi dei Manichei"), scritto a Roma nel 368;
- De duabus animabus contra Manichaeos ("Le due anime contro i Manichei"), scritto prima del 392;
- Acta seu disputatio contra Fortunatum manichaeum ("Atti della disputa contro il manicheo Fortunato"), del 392;
- Contra Felicem manichaeum ("Contro il manicheo Felice"), del 404;
- De libero arbitrio voluntatis ("Il libero arbitrio"), opera importante per la trattazione dell'origine del male;
- Contra Adimantum manichaei discipulum ("Contro Adimanto, discepolo manicheo");
- Contra epistolam Manichaei quam vocant Fundamenti ("Contro la lettera di Mani che chiamano della Fondazione");
- Contra Faustum manichaeum ("Contro il manicheo Fausto");
- Contra Secundinum manichaeum ("Contro il manicheo Secondino");
- De Genesi contra Manichaeos ("La Genesi contro i Manichei");
- De natura boni contra Manichaeos ("La natura del bene contro i Manichei").

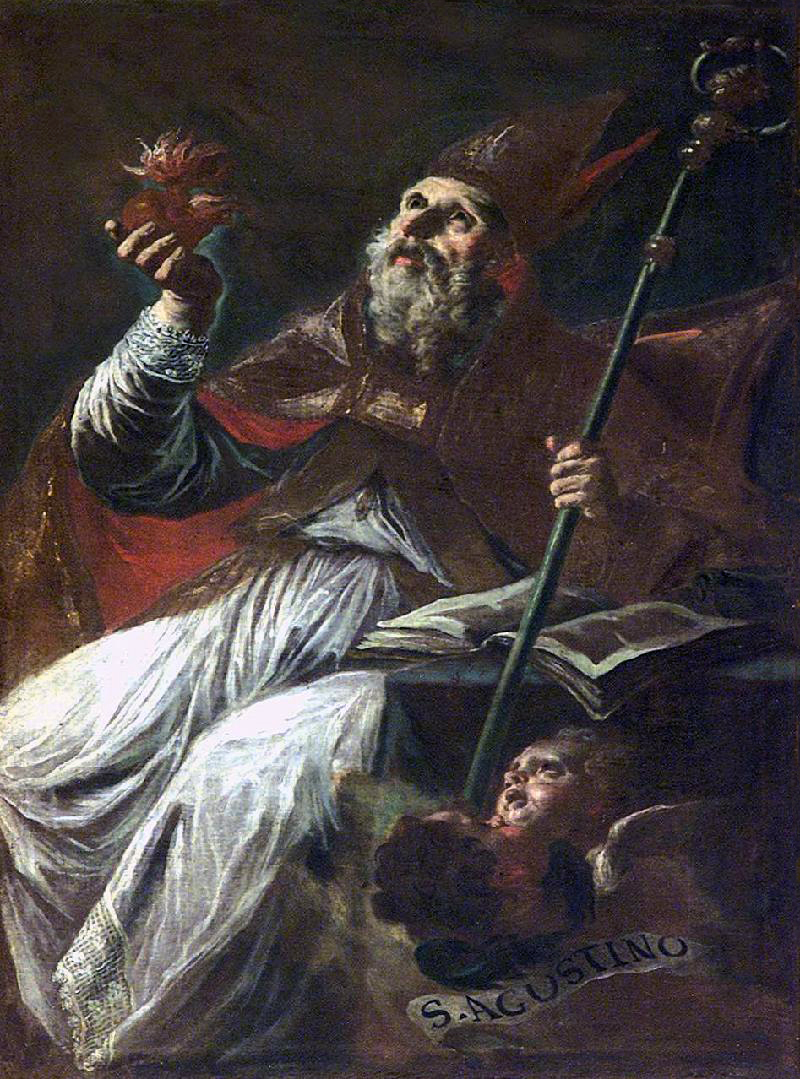
Sant'Agostino d'Ippona ritratto da Francesco Cappella

#### Contro i Donatisti
- Psalmus contra partem Donati ("Salmo contro la fazione di Donato"), scritto intorno al 395, è semplicemente un canto ritmato per uso popolare, il più antico esempio del genere;
- Contra epistolam Parmeniani ("Contro la lettera di Parmeniano"), scritto nel 400;
- De baptismo contra Donatistas ("Il battesimo contro i Donatisti"), scritto intorno al 400, una delle opere più importanti scritte durante questa controversia;
- Contra litteras Petiliani ("Contro le lettere di Petiliano");
- Contra Cresconium grammaticum Donatistam ("Contro il grammatico donatista Cresconio");
- Breviculus collationis cum Donatistas ("Sommario della conferenza coi Donatisti");
- Contra Gaudentium Donatistarum episcopum ("Contro Gaudenzio vescovo dei Donatisti");
- De gestis cum Emerito Donatistarum episcopo ("Gli atti del confronto con Emerito vescovo dei Donatisti");
- Epistola ad Catholicos contra Donatistas ("Lettera ai Cattolici contro i Donatisti");
- Post collationem ad Donatistas ("Ai Donatisti dopo la conferenza");
- De unico baptismo contra Petilianum ("Il battesimo unico contro Petiliano");
- Un buon numero di epistolae sull'argomento.

#### Contro i Pelagiani
- De peccatorum meritis et remissione et de baptismo parvolorum ("Il castigo e il perdono dei peccati e il battesimo dei bambini"), scritto nel 412, tratta del merito e del perdono;[45]
- De Spiritu et littera ("Lo Spirito e la lettera"), scritto nel 412;
- De perfectione iustitiae hominis ("La perfezione della giustizia dell'uomo"), scritto nel 415 ed importante per la comprensione del pensiero pelagiano;
- De gestis Pelagii ("Le gesta di Pelagio"), scritto nel 417, narra la storia del Concilio di Diospolis, di cui riproduce gli atti;
- De gratia Christi et de peccato originali contra Pelagium ("La grazia di Cristo ed il peccato originale contro Pelagio"), scritto nel 418;
- De nuptiis et concupiscentia ("Le nozze e la concupiscenza"), scritto nel 419;
- Contra duas epistolas Pelagianorum ("Contro due lettere dei Pelagiani");
- De natura et gratia contra Pelagium ("La natura e la grazia contro Pelagio");
- Contra Iulianum haeresis Pelagianae ("Contro Giuliano dell'eresia pelagiana"), ultimo della serie, interrotta dalla morte del santo.

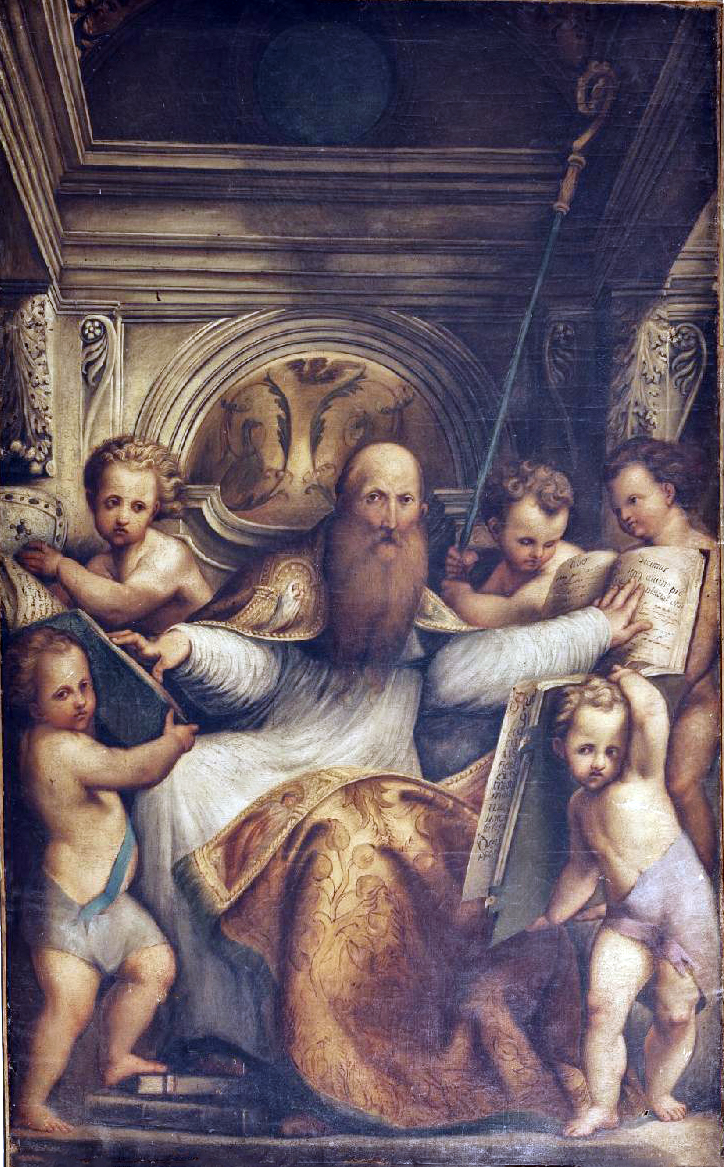
Il Pordenone, Sant'Agostino in cattedra

#### Contro i Semipelagiani
- De correptione et gratia ("La correzione e la grazia"), scritto nel 427;
- De praedestinatione sanctorum ("La predestinazione dei santi"), scritto nel 428;
- De dono perseverantiae ("Il dono della perseveranza"), scritto nel 429.

#### Contro gli Ariani
- Contra sermonem Arianorum ("Contro il sermone degli Ariani"), del 418;
- Collatio cum Maximino Arianorum episcopo ("Conferenza con Massimino vescovo degli Ariani");
- Contra Maximinum haereticum episcopum Arianorum ("Contro Massimino vescovo eretico degli Ariani").

#### Altre eresie
- De haeresibus ("Le eresie");
- Contra Priscillanistas et Origenistas ("Contro i Priscillanisti e gli Origenisti").

### Scritti esegetici

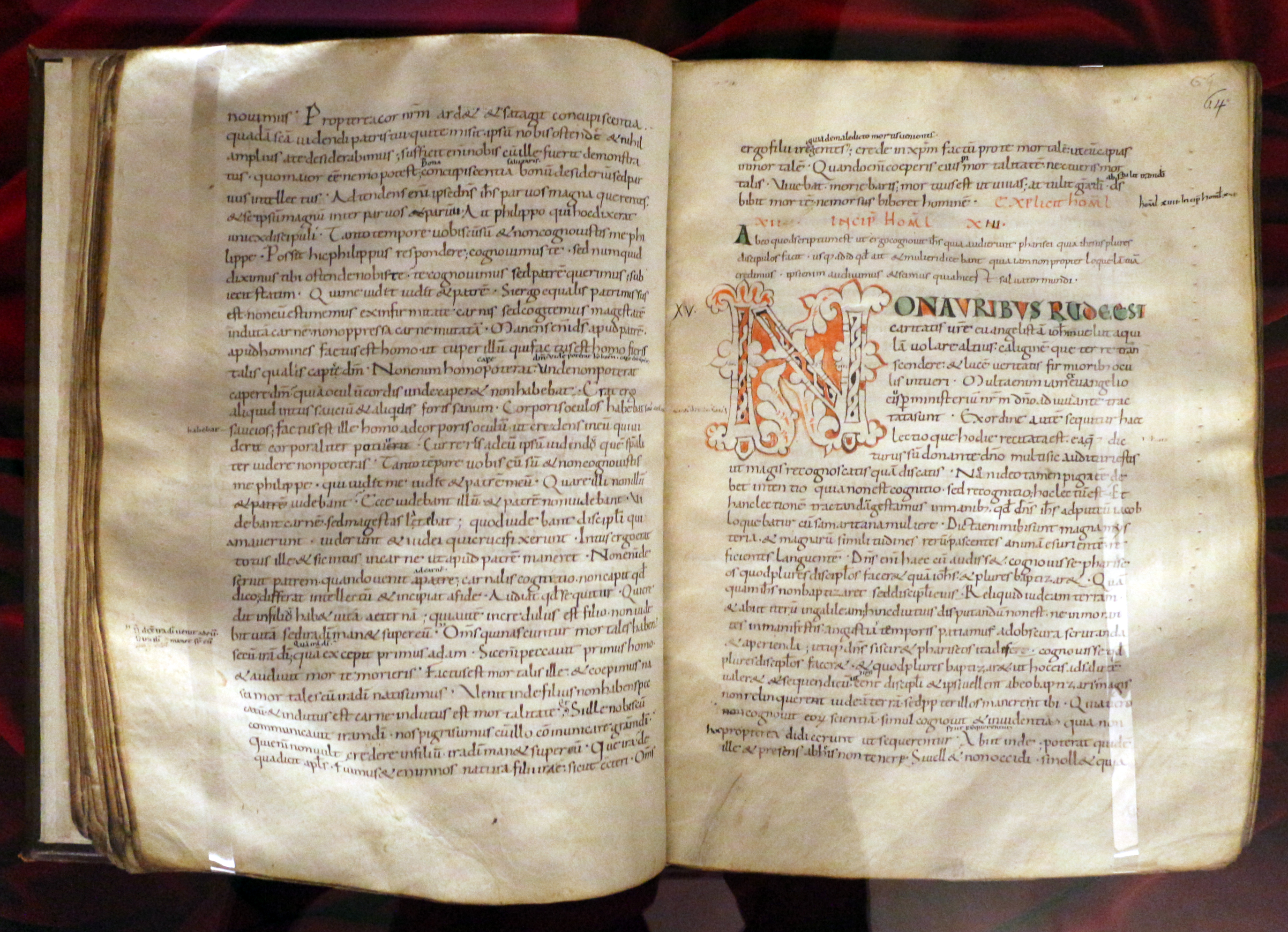
In evangelium Ioannis, 1050-1100 ca., Biblioteca Medicea Laurenziana, Firenze

I più notevoli dei suoi lavori biblici illustrano o una teoria dell'esegesi (generalmente approvata) che si diletta nel trovare interpretazioni mistiche ed allegoriche, o lo stile della predicazione che si fonda su quei punti di vista. La sua produzione strettamente esegetica è ben lontana, tuttavia, dall'eguagliare il valore scientifico di quella di Girolamo: la sua conoscenza delle lingue bibliche era insufficiente. Da giovane comprendeva il greco con qualche difficoltà e, per quanto riguarda l'ebraico, tutto ciò che si può desumere dagli studi di Martin Schanz e Odilo Rottmanner è che aveva familiarità con il punico, una lingua simile all'ebraico. Inoltre, le due grandi qualità del suo genio, la prodigiosa sottigliezza e l'ardente sensibilità, lo portarono a destreggiarsi tra interpretazioni che a volte erano più ingegnose che realistiche. Tra le sue opere vanno ricordate:
- De doctrina christiana ("La dottrina cristiana"), iniziato nel 397 e terminato nel 426, fu il primo vero trattato esegetico, poiché Girolamo scrisse piuttosto come controversialista; esso si occupa della predicazione, dell'interpretazione della Bibbia e dei rapporti fra retorica classica e retorica cristiana;
- De Genesi ad litteram ("La Genesi alla lettera"), composto tra il 401 ed il 415;
- Enarrationes in Psalmos ("Esposizioni sui Salmi"),[48] in 4 volumi, parte dei Discorsi, un capolavoro di eloquenza popolare;
- De sermone Domini in monte ("Il discorso del Signore sulla montagna"), scritto durante il suo ministero sacerdotale;
- De consensu evangelistarum ("Il consenso degli evangelisti"), scritto nel 400;
- In evangelium Ioannis ("Nel vangelo di Giovanni"), scritto nel 416 considerato una delle opere migliori di Agostino;
- Expositio Epistolae ad Galatos ("Esposizione della Lettera ai Galati");
- Annotationes in Iob ("Annotazioni in Giobbe");
- De Genesi ad litteram imperfectus ("La Genesi alla lettera incompiuta");
- Epistolae ad Romanos inchoata expositio ("Inizio dell'esposizione della Lettera ai Romani");
- Expositio quarundam propositionum ex Epistola ad Romanos ("Esposizione di alcune frasi dalla Lettera ai Romani");
- In Epistolam Ioannis ad Parthos ("Nella Lettera di Giovanni ai Parti");
- Locutiones in Heptateuchum ("Locuzioni nell'Ettateuco").

#### De doctrina Christiana
Da quando Agostino fu ordinato presbitero cominciò seriamente a interessarsi all'esegesi delle Sacre Scritture. Quest'opera, redatta in quattro libri, raccoglie la sua esperienza di commentatore biblico: i primi tre libri trattano della comprensione dei contenuti (res) e delle parole (signa), il quarto discorre della corretta esposizione dei contenuti (proferre).

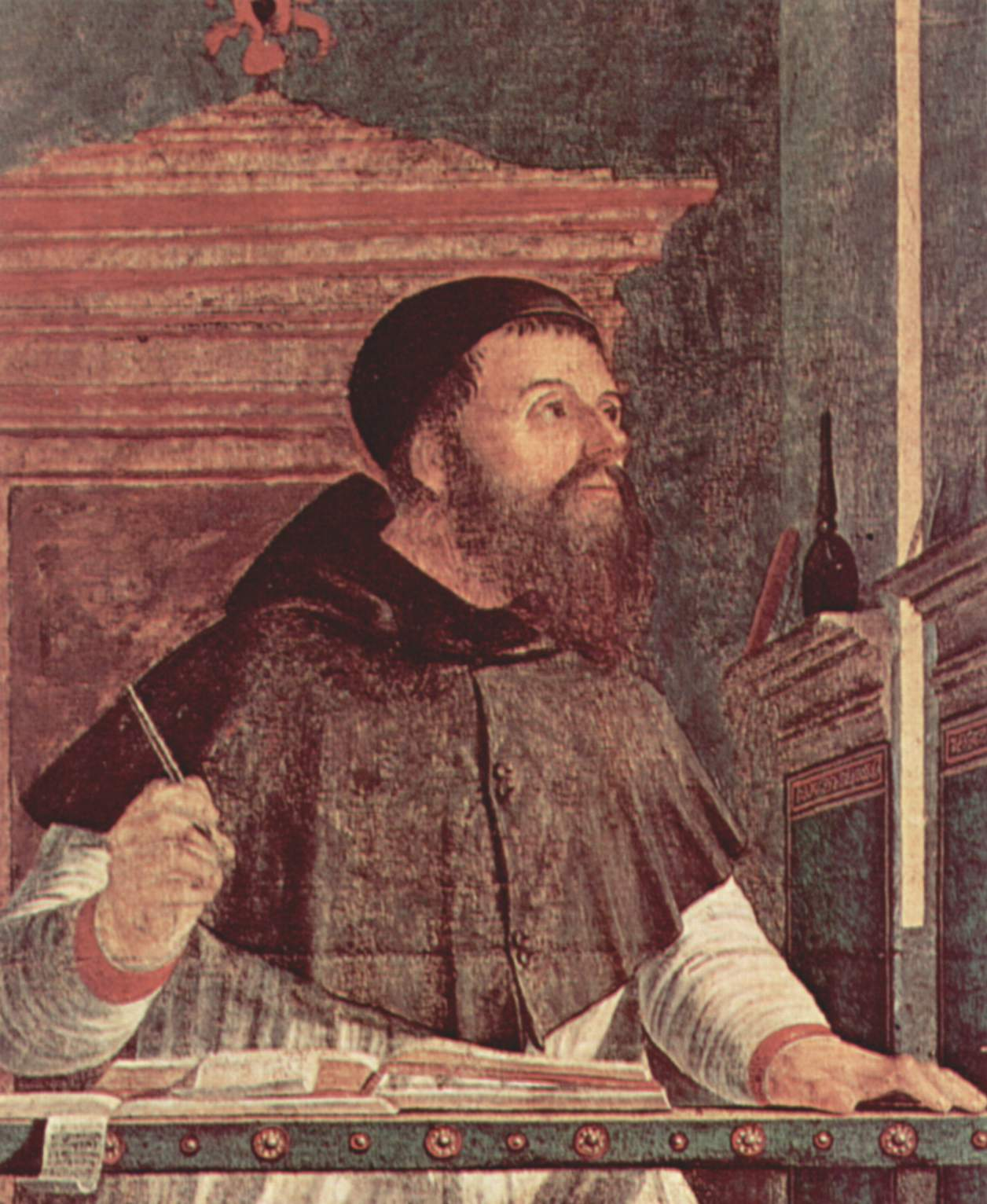
Sant'Agostino nello studio (dipinto di Vittore Carpaccio).

Il commentatore dei testi sacri, in questo caso della Bibbia, deve ponderare bene le proprie ipotesi e obbligatoriamente valutarle alla luce della gemina caritas ("duplice carità") cristiana, presente in ogni parte della Sacra Scrittura: questo duplice amore, quello per Dio e quello per il prossimo, ne rappresenta il valore portante. Il lettore deve inoltre prestare molta attenzione alla comprensione delle parole che possono risultare sconosciute, spiegabili attraverso il confronto con le lingue greco-ebraiche, oppure quelle ambigue, che possono essere veramente comprese ricorrendo al testo originale o in alternativa consultando altre traduzioni a disposizione. Agostino dimostra qui uno spirito filologico di sensibilità molto elevata, ed elabora concetti di scientificità basilari per l'approccio alla comprensione di un testo.
Per quanto riguarda il proferre, l'autore ammette, a differenza di altri autori cristiani, l'uso della retorica classica purché miri alla creazione di una nuova retorica cristiana, che per essere tale deve essere esercitata da uomini meritevoli e integerrimi, ricordando il pensiero di Catone (un buon cittadino è un ottimo oratore).
All'interno del componimento si trovano molte riflessioni interessanti, come la differenza tra frui ("godere") e uti ("usare"), basata su una concezione che vede l'uomo bearsi di tutto ciò che provoca diletto ed usa ogni mezzo che è necessario per raggiungere tale piacere. Nel sistema del godimento creato da Agostino, Dio naturalmente occupa il posto massimo, dunque l'uomo per raggiungere tale letizia deve impiegare gli strumenti che possiede, ossia l'anima e il corpo. L'altra riflessione che emerge è di carattere linguistico-culturale e consiste nella differenza tra res (la cosa in sé) e signum (ciò che rimanda ad altro). La parola è sicuramente un segno, afferma Agostino, pertanto la teoria platonica di un linguaggio naturale viene sostituita da quella di un linguaggio convenzionale, ossia frutto di un accordo comune tra gli uomini. Il filosofo chiude l'opera esprimendo la sua idea di nuova retorica cristiana: un'opera non dev'essere giudicata attraverso canoni prefissati (cioè quelli della retorica classica) ma, più propriamente, in base a ciò che essa realmente contiene.

### Opere dogmatiche e morali
- De Trinitate ("La Trinità"), in 15 libri, scritto dal 400 al 416, è l'opera più complessa e profonda di Agostino.[51] Gli ultimi libri sulle analogie che il mistero della Trinità ha con la nostra anima sono molto discussi;
- Enchiridion de fide, spe et charitate ("Manuale sulla fede, sulla speranza e sull'amore"), scritto nel 421 su richiesta di un pio romano, Laurenzio, è una sintesi della teologia di Agostino, ridotta alle tre virtù teologiche. Padre Faure ne ha elaborato un dotto commentario, mentre Harnack un'analisi particolareggiata (Storia dei dogmi, III, pp. 205–221);
- De diversis quaestionibus ad Simplicianum ("Diverse domande a Simpliciano"), scritto nel 397, dove Agostino torna sul tema della grazia salvatrice, ritenuta un dono gratuito che non dipende da meriti ma esclusivamente «da Dio che usa misericordia»,[52] secondo una prospettiva echeggiante la predicazione di Paolo;
- Quaestiones Evangeliorum ("Domande sui Vangeli");
- Quaestiones in Heptateuchum ("Domande sull'Ettateuco");
- Quaestiones septemdecim in Evangelium secundum Matthaeum ("Diciassette domande sul Vangelo secondo Matteo");
- De diversis quaestionibus octoginta tribus ("Ottantatré diverse questioni");
- De octo Dulcitii quaestionibus ("Le otto domande di Dulcizio");
- De octo quaestionibus ex Veteri Testamento ("Otto domande sull'Antico Testamento");
- De bono coniugali ("Il bene del matrimonio");
- De bono viduitatis ("Il bene della vedovanza");
- De coniugiis adulterinis ("I connubi adulterini");
- De continentia ("La continenza");
- De cura pro mortuis gerenda ("La cura che dev'essere riservata ai morti");
- De mendacio ("La menzogna");
- De patientia ("La pazienza");
- De quantitate animae ("La grandezza dell'anima");
- De utilitate ieiunii ("L'utilità del digiuno");
- De sancta virginitate ("La santa verginità").

### Pastorali e predicazioni
Oltre alle omelie sulle Scritture, i Benedettini hanno raccolto 364 sermoni di provata autenticità; la loro brevità suggerisce che siano resoconti redatti da discepoli, spesso revisionati da Agostino stesso. Se il Dottore che era in lui predominava sull'oratore, aveva meno colore, meno opulenza, meno attualità e meno fascino orientale di Giovanni Crisostomo, ma, d'altra parte, dimostrava una logica più nervosa, paragoni più arditi, maggiore elevazione e maggiore profondità di pensiero e, a volte, nei suoi scoppi d'emozione e nelle sue cadute nella forma dialogica, raggiungeva il potere irresistibile dell'oratore greco. Tra queste opere:
- De catechizandis rudibus ("I novelli catechizzandi"), scritto nel 400, in cui viene spiegata la teoria della predicazione e dell'istruzione religiosa delle persone;
- De disciplina Christiana ("La disciplina cristiana"), in 4 libri;
- Sermo ad Caesariensis Ecclesiae plebem ("Discorso al popolo della Chiesa di Cesarea");
- Sermones ("Sermoni"), caratterizzati dalla chiarezza d'esposizione e dall'efficacia della nuova retorica teorizzata nel De doctrina Christiana. Nelle opere agostiniane complete stampate nel 1683 dalla Congregazione di San Mauro, i sermoni sono 394, dei quali 364 si attribuiscono ad Agostino; altri ritrovamenti vi hanno aggiunto 175 sermoni. Tra le scoperte più recenti, lo storico Germain Morin nel 1917 aggiunse 34 sermoni, dal Codex Guelferbytani; il benedettino medievalista Dom André Wilmart nel 1921-1930 vi aggiunse 15 sermoni dal Codex Wilmart; Dom Cyrille Lambot rinvenne 24 nuovi sermoni, sette in frammenti, nel Codex Lambot. L'ultimo ritrovamento fu nel 1990, quando François Dolbeau scoprì a Magonza un manoscritto con 26 sermoni[53].

### Altre opere
- Adversus Judaeos ("Contro i Giudei"), in quest'opera Agostino attacca i giudei, accusati di avversare la nuova fede cristiana; le disgrazie patite dai giudei attraverso la diaspora e le loro sciagure rappresentavano, per Agostino, la testimonianza della «validità della religione cristiana e dunque la giustezza della nuova interpretazione delle Sacre Scritture». Agostino avanzava verso i giudei l'accusa gravissima di aver crocifisso ed ucciso Cristo: «[…] i giudei lo tengono prigioniero, i giudei lo insultano, i giudei lo legano, lo incoronano di spine, lo disonorano con gli sputi, lo flagellano, lo coprono di ingiurie, lo appendono alla Croce, lo trapassano con una lancia, alla fine lo seppelliscono». In quest'opera Agostino tracciava anche una netta divisione tra cristiani ed ebrei giudei: una cesura dettata dall'esigenza dello Spirito con riferimento alla comune discendenza da Abramo. Per i giudei era un'origine carnale, non originata dalla Fede in Dio, come è invece per i cristiani: «È la stirpe dei giudei che trae origine dalla sua carne, - scrive Agostino - non la stirpe dei cristiani: noi discendiamo da altre genti e tuttavia imitando la sua virtù, siamo divenuti figli di Abramo. […] Noi siamo dunque fatti discendenti di Abramo per grazia di Dio. Dio non fece suoi eredi i discendenti carnali di Abramo. Anzi questi li ha diseredati per adottare quegli altri».
- Contra adversarium Legis et Prophetarum ("Contro l'avversario della Legge e dei Profeti");
- Contra mendacium ("Contro la menzogna");
- De agone Christiano ("Il combattimento cristiano");
- De anima et eius origine contra Vincentium Victorem ("L'anima e la sua origine contro Vincenzo Vittore");
- De divinatione demonum ("La divinazione dei demoni");
- De excidio urbis Romae ("La rovina della città di Roma");
- De fide et operibus ("La fede e le opere");
- De fide et symbolo ("La fede e il simbolo");
- De grammatica ("La grammatica");
- De gratia et libero arbitrio ("La grazia e il libero arbitrio");
- De opera monachorum ("L'opera dei monaci");
- De Scriptura Sacra speculum ("Specchio della Sacra Scrittura");
- De symbolo ad Catechumenos ("Il simbolo ai Catecumeni");
- Regula ad servos Dei ("Regola ai servi di Dio").

## Culto

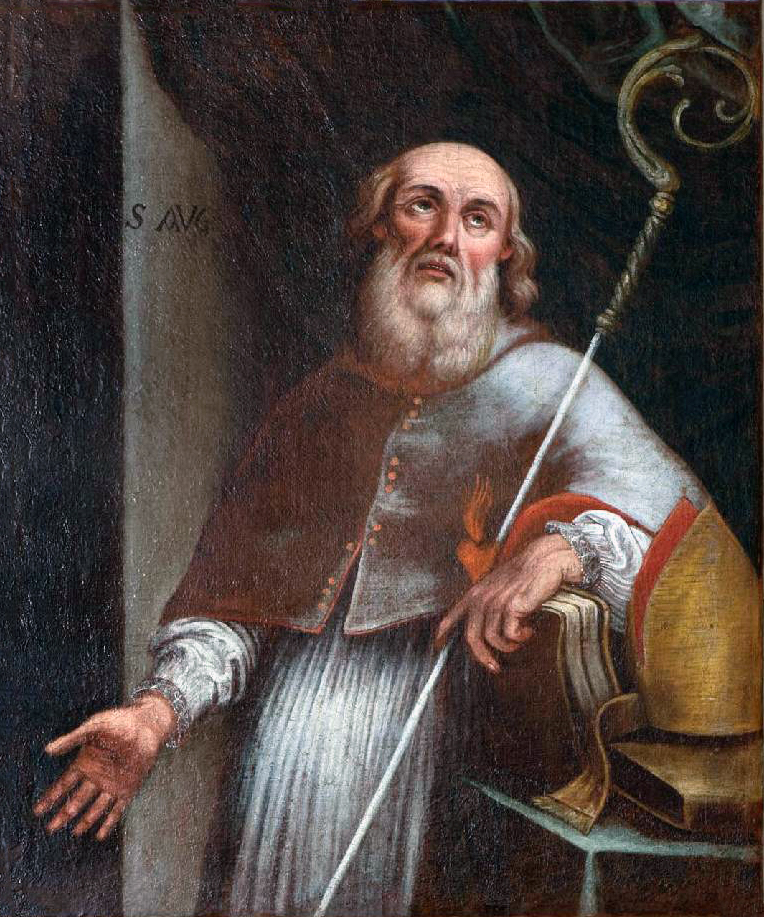
Agostino in un dipinto di ambito trentino.

Agostino è venerato come santo dalla Chiesa cristiana sin da tempi remoti, e tradizionalmente rappresentato con la mitra e il pastorale come suoi tipici paramenti vescovili. Altre immagini di lui, tra cui la più antica risalente al VI secolo, lo raffigurano invece seduto ad uno scrittoio con un libro aperto.
Nel 1298 fu annoverato fra i primi quattro dottori della Chiesa.
In occasione del XV centenario della morte papa Pio XI ne commemorò la figura nell'enciclica Ad Salutem Humani del 20 aprile 1930. In occasione del XVI anniversario della conversione, papa Giovanni Paolo II pubblicò la lettera apostolica Augustinum Hipponensem, del 28 agosto 1986.
Nell'enciclica Deus caritas est (25 dicembre 2005) papa Benedetto XVI riconobbe il suo grande debito personale nei confronti del pensiero di sant'Agostino. Il 22 aprile 2007 il pontefice si recò a Pavia, nella basilica di San Pietro in Ciel d'Oro, a pregare presso la tomba del santo.
Sant'Agostino è santo patrono delle seguenti città:
- Agosta (città metropolitana di Roma)
- Alà dei Sardi (provincia di Sassari)
- Belvì (provincia di Nuoro)
- Carpineto Romano (città metropolitana di Roma)
- Cassago Brianza (provincia di Lecco)
- Cava Manara (provincia di Pavia)
- Coli (provincia di Piacenza)
- Ferrere (provincia di Asti)
- Governolo, frazione di Roncoferraro, provincia di Mantova)
- Granaglione (città metropolitana di Bologna)
- Novaledo (provincia di Trento)
- Piombino (provincia di Livorno)
- Ostia (quartiere di Roma)
- Regno delle Due Sicilie
- Riccia (provincia di Campobasso)
- Sant'Agostino (provincia di Ferrara)
- Savignone (città metropolitana di Genova)
- Vargo, frazione del comune di Stazzano (provincia di Alessandria)
- Villafontana, frazione di Bovolone (provincia di Verona)

È santo compatrono di Pavia (a partire dal 16 settembre 2007, dal decreto stipulato il 28 agosto 2007).
È anche patrono secondario della Sardegna (ricorrenza liturgica il giorno 11 ottobre in memoria della Traslazione delle sue spoglie nell'Isola). In Sardegna esistono inoltre chiese ed altri edifici religiosi intitolati al santo, ad esempio: la Chiesa di Sant'Agostino di Sassari; la Cripta dentro la Chiesa di Sant'Agostino, a Cagliari; e la Chiesa di Sant'Agostino ad Abbasanta.

## Ordini religiosi ispirati ad Agostino

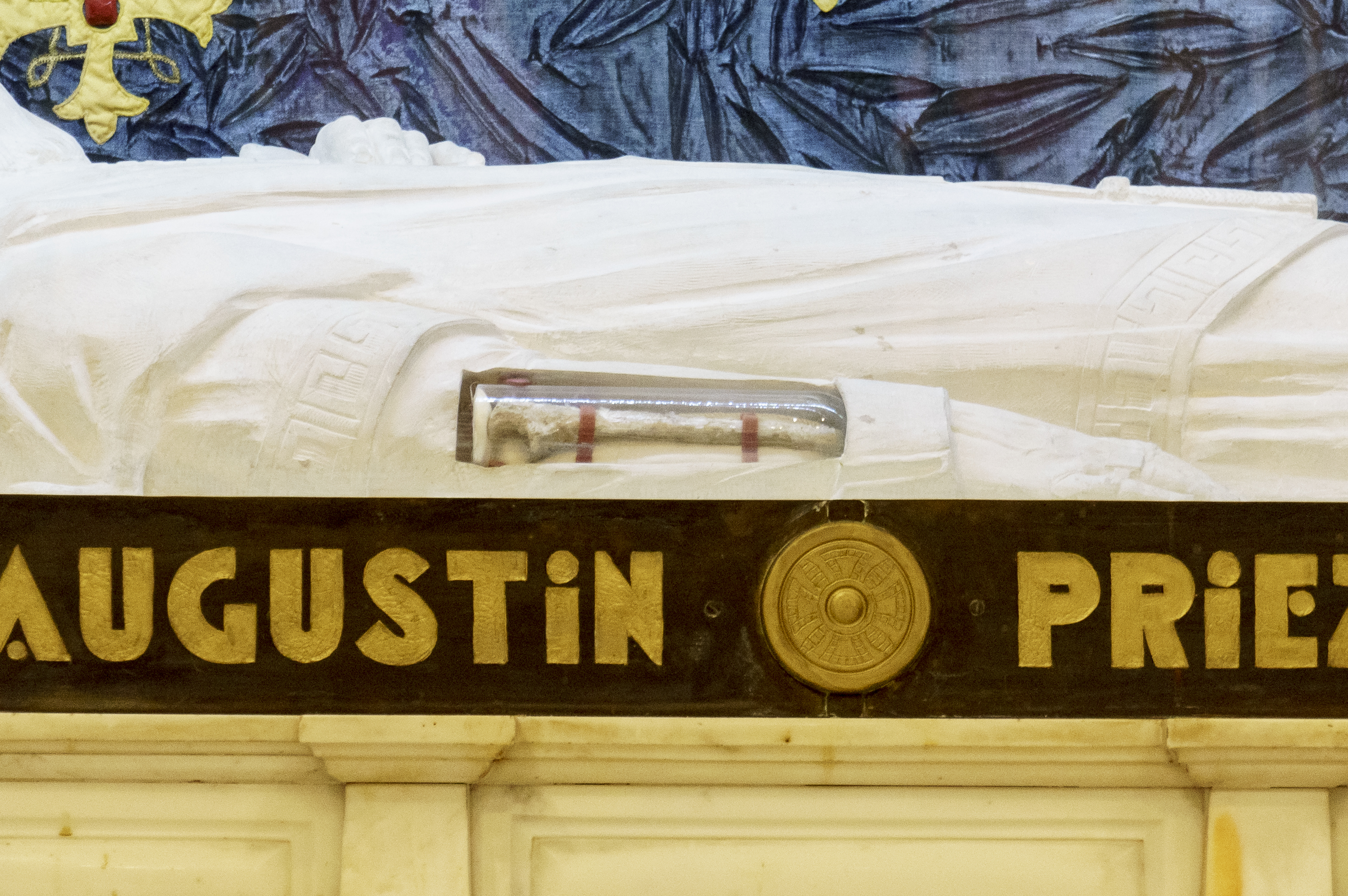
Reliquia conservata nella Basilica di Sant'Agostino ad Annaba in Algeria

Ad Agostino si deve la nascita delle varie regole del primo monachesimo, come la Regula Magistri e la Regola di San Benedetto. Cesario d'Arles, infatti, si ispirò alle sue idee sia per le sue prediche che per la fondazione di alcuni ordini monastici. A lui si ispirarono anche i papi che proposero le regole di vita dei Canonici Regolari di Sant'Agostino.
Successivamente, alla sua Regola di vita si rifecero numerose forme di vita religiosa, tra i quali l'Ordine di Sant'Agostino (OSA), chiamato degli Agostiniani: diffusi in tutto il mondo, insieme agli Agostiniani scalzi (OAD) e agli Agostiniani Recolletti (OAR), costituiscono nella Chiesa cattolica la principale eredità spirituale del santo di Ippona.

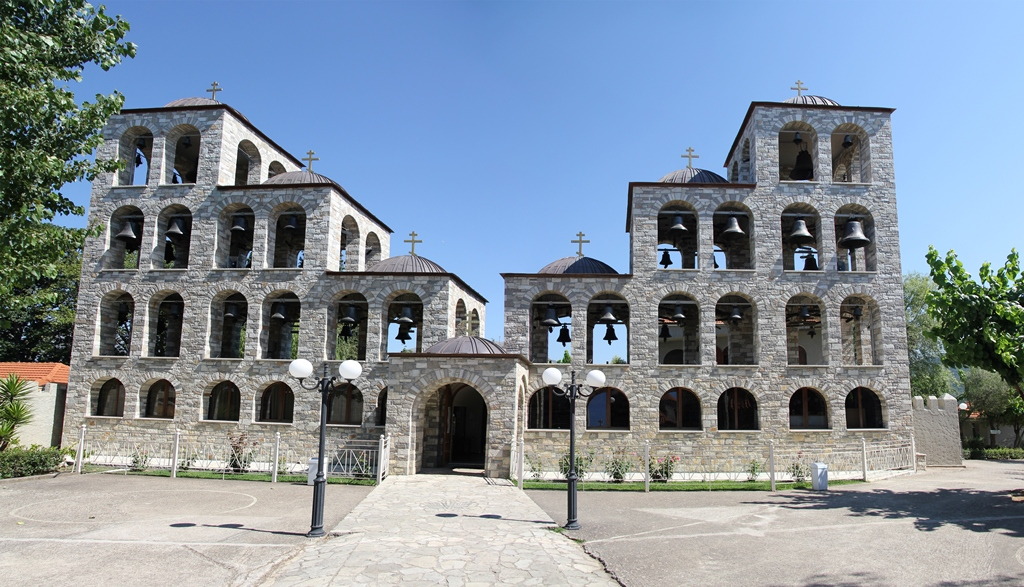
Ingresso al Monastero di Sant'Agostino e San Serafino di Sarov a Trikorfo, Grecia centrale. Il campanile contiene 400 simandri metallici e 62 campane.

In Grecia, a Trikorfo (regione della Focide, nei pressi di Lepanto) opera un  grande monastero Greco-Ortodosso. dedicato a Sant'Agostino di Ippona e San Serafino di Sarov. In questo monastero maschile (è noto che nella Chiesa Ortodossa esiste un unico μοναχικό τάγμα, o "ordine" monastico) risiedono oltre 30 giovani monaci, impegnati nella trasmissione del messaggio del Santo di Ippona.
Alcune Chiese scismatiche africane, fenomeni a metà tra le cosiddette "Piccole Chiese" ed il sincretismo (in particolare quelle fornite di successione apostolica), sorte nel corso del XIX e del XX secolo, si sono auto-definite Agostiniste, in considerazione dell'origine africana del santo.

## Opere d'arte dedicate ad Agostino

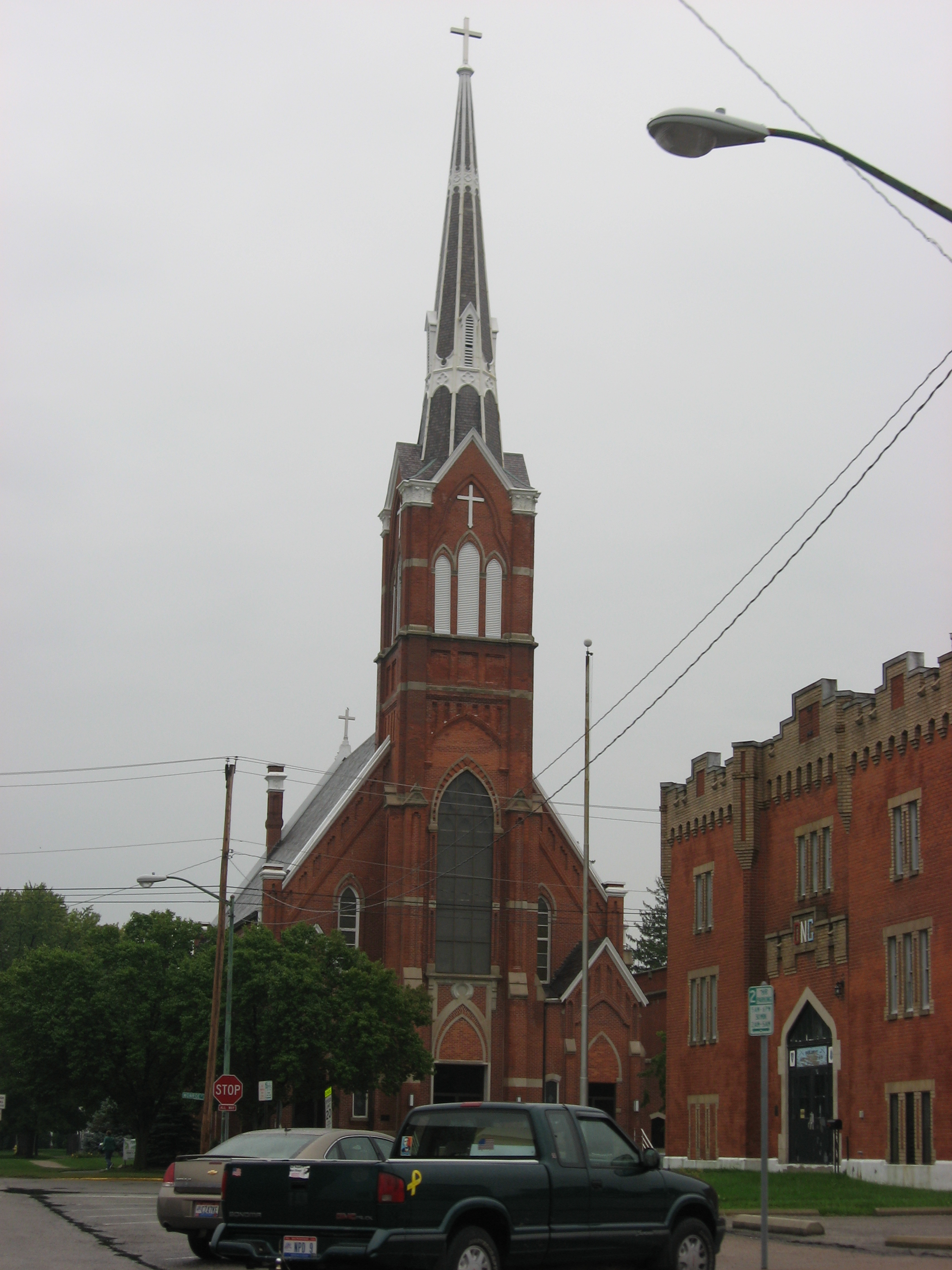
La chiesa di Sant'Agostino a Napoleon (Stati Uniti) è uno dei tanti luoghi di culto dedicati ad Agostino di Ippona.

### Pittura
- Sant'Agostino di Masaccio, Staatliche Museen, Berlino
- Sant'Agostino nello studio di Sandro Botticelli, Uffizi (Firenze)
- Sant'Agostino nello studio di Sandro Botticelli, chiesa di Ognissanti (Firenze)
- Sant'Agostino di Piero della Francesca

### Scultura
- Sant'Agostino di Filippo Brunelleschi, cattedrale di San Zeno (Pistoia)
- Arca di sant'Agostino opera di scultura gotica realizzata da Giovanni di Balduccio nel 1362, nella Basilica di San Pietro in Ciel d'Oro a Pavia

### Cinema e televisione
- Agostino d'Ippona, miniserie televisiva, regia di Roberto Rossellini (Italia 1972), con Dary Berkani e Virginio Gazzolo.[58]
Questo film esiste anche in DVD edito dall'Istituto Luce nel 2005, con una durata di 115 minuti.[59]
- Sant'Agostino, miniserie televisiva (disponibile gratuitamente  su RaiPlay.), regia di Christian Duguay (Italia 2009), con Alessandro Preziosi, Monica Guerritore, Franco Nero, Katy Louise Saunders, Serena Rossi. Prodotto da RAI Fiction con Alessandro Preziosi e Franco Nero nella parte del protagonista.
La sceneggiatura, in parte di fantasia, si fonda su dati storici, o quanto meno realistici: ad esempio, non c'è documentazione del fatto che Agostino abbia ottenuto la liberazione di prigionieri dal re dei Vandali, ma l'avvenimento in sé non è improbabile, dato che altri vescovi, in simili occasioni, l'avevano fatto, com'è il caso di san Mercuriale, vescovo di Forlì, che aveva ottenuto, pochi anni prima, la liberazione dei suoi concittadini prigionieri dei Visigoti.

### Opere teatrali
- Maricla Boggio, Il tempo di Agostino, un prologo e quindici scene, pubblicato sulla rivista "Hystrio",  A. 7, n. 4 (archiviato dall'url originale il 21 agosto 2016)., pp. 178–191, Milano, ottobre-dicembre 1994.[60]
- Maura Del Serra, Scintilla d'Africa, cinque scene, con uno scritto di Marco Beck, Pistoia, Editrice Petite Plaisance, 2005.

### Musica
- Marco Bargagna, Agostino d'Ippona, Italia 2001, Oratorio per Soli, Coro e Orchestra - 2CD - Interpreti: Maria Billeri, Soprano, Giancarlo Ceccarini, Baritono, Salvatore Ciulla, Voce recitante. Dir. Stefano Barandoni. Testi tratti dagli scritti di Agostino, dalla Vita di Agostino di Possidio e dai libri liturgici
- Corrado Cicciarelli, Aldino Leoni, Il Sacco di Sant'Agostino, Italia 1994 (I edizione, esecuzione prima in San Pietro in Ciel d'Oro) e 2009 (II edizione) Oratorio (musicassetta e libretto edizioni Joker, 1994) - Interpreti: Corrado Cicciarelli, Aldino Leoni, Mario Martinengo, Andrea Negruzzo, Giorgio Penotti (Gruppo dell'Incanto).

### Romanzi filosofici e storici
- Giovanni Papini, Sant'Agostino, Vallecchi, 1929.
- Jostein Gaarder, Vita brevis, 2000.
- Filippo Puglisi, Il cono d'ombra (Premio Campofranco 1989), Idea, 1988.
- Louis De Wohl, Una fiamma inestinguibile, 1952.
- Francesco Petrarca, Secretum, 1453.